# Grenztruppen der DDR

Demarkationslinie (1945) und Staatsgrenze (1949–1990)

Die Grenztruppen der DDR waren eine dem Ministerium für Nationale Verteidigung (MfNV) unterstehende, eigenständige militärische Formation der Bewaffneten Organe der DDR zur Sicherung der territorialen Integrität und Überwachung an der land- und seeseitigen Staatsgrenze der DDR.
Im Frieden hatten sie ungesetzliche Grenzübertritte, Fluchten aus der DDR und die Ausdehnung von Grenzprovokationen auf das Hoheitsgebiet der DDR zu verhindern.
Im Fall bewaffneter Konflikte und im Verteidigungszustand sollten sie Gefechtshandlungen an der Staatsgrenze führen können und die Heranführung von Streitkräften des Warschauer Paktes an die Staatsgrenze unterstützen.

## Geschichte der Grenztruppen

### Herkunft der Grenztruppen in der DDR

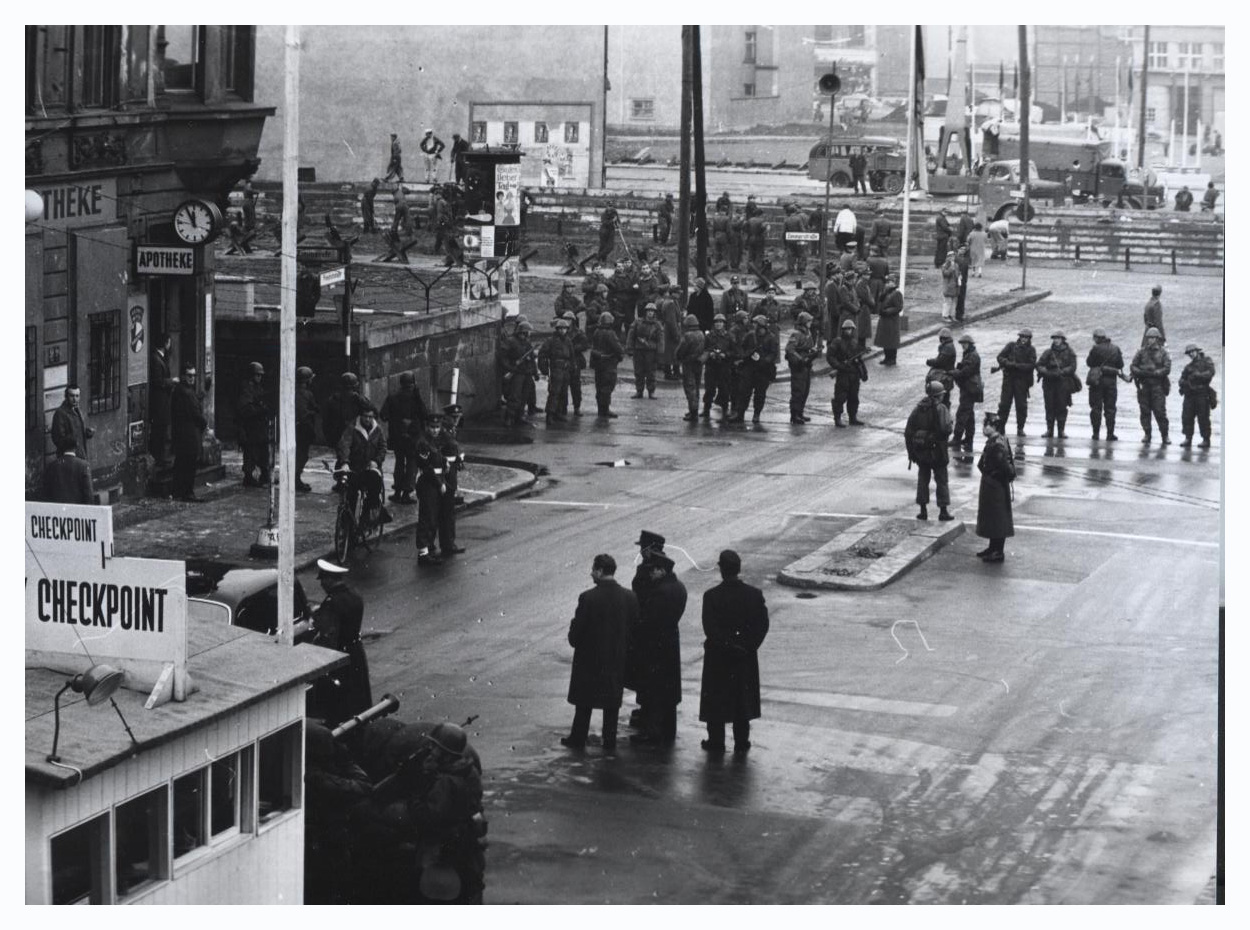
Berlin: Blick am Checkpoint Charlie auf Absperrkette und Sperrenbau (4. Dezember 1961)

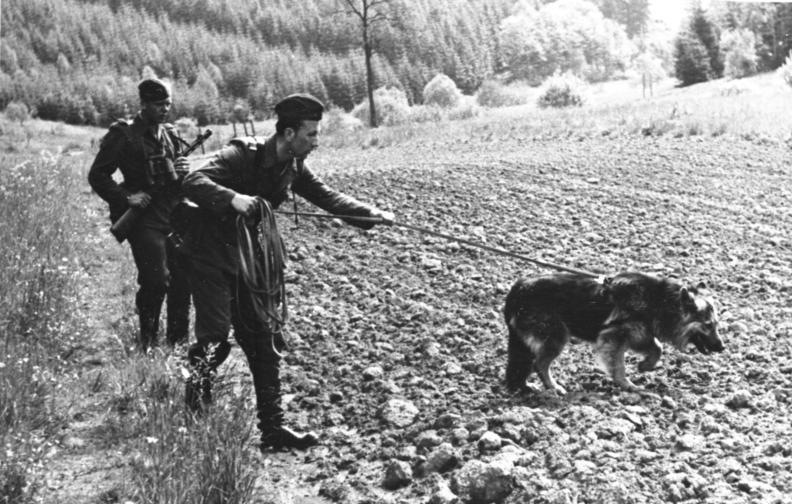
Deutsche Grenzpolizei DGP (1956) Streife mit Fährtenhund auf Suche
am 10-Meter-Kontrollstreifen

Die Grenztruppen in der DDR wurden nach der am 13. August 1961 erfolgten Schließung der Grenze zu West-Berlin überwiegend aus Kräften und Mitteln der Deutschen Grenzpolizei (DGP) formiert und am 15. September 1961 dem Ministerium für Nationale Verteidigung unterstellt.
Die Deutsche Grenzpolizei (DGP) wiederum wurde ab Mai 1952 aus Polizeieinheiten gebildet, die nach dem 1. Dezember 1946 zunächst als Hilfskräfte unter der Bezeichnung Grenzpolizei der sowjetischen Besatzungsmacht zur Überwachung der Außengrenzen der Sowjetischen Besatzungszone (SBZ) zur Verfügung gestellt wurden und ab 7. Oktober 1949 an der Außengrenze der DDR Grenzsicherungsaufgaben erfüllten. Dieser 1. Dezember als Gründungsdatum wurde später in der DDR als Tag der Grenztruppen begangen.

### Unterstellung der Grenzsicherungskräfte
Zum Zeitpunkt des Mauerbaus (im August 1961 und in den nachfolgenden Wochen) unterstanden die Grenzsicherungskräfte der Deutschen Grenzpolizei dem Ministerium des Innern (MdI) der DDR.
Auf Beschluss des Nationalen Verteidigungsrates der DDR (NVR) und mit Befehl Nr. 1/61 wurde am 15. September 1961 die Deutsche Grenzpolizei in die Nationale Volksarmee überführt. Gleichzeitig wurde in Pätz das Kommando der Deutschen Grenzpolizei zum Kommando Grenze (später Kommando Grenztruppen) als Führungsorgan der Grenztruppen umgebildet. Es wurde dem Minister für Nationale Verteidigung unterstellt, mit zwei Ausnahmen. Ausgenommen davon waren:
- die an der Grenze zu West-Berlin handelnden Polizeikräfte der DVP/DGP, die weiterhin (bis 23. August 1962) vom Ministerium des Innern geführt wurden;
- ab Januar 1963 dauerhaft die Teile der Deutschen Grenzpolizei (DGP), die mit Personenkontrollen an den Grenzübergängen befasst waren. Letztere wurden als Passkontrolleinheiten (PKE) der Hauptabteilung VI des Ministeriums für Staatssicherheit (MfS) unterstellt.

Diese Art der Unterstellung der Grenzsicherungskräfte wich vom sowjetischen Modell und von der sonst üblichen Nachahmung (Übernahme) in der DDR sowie von der Praxis in den anderen Teilnehmerstaaten des Warschauer Vertrages ab.
Diese Maßnahmen dienten der Eingliederung der circa 36.000 Grenzsicherungskräfte in das System der Landesverteidigung der DDR. Die bereits angestrebte militärische Verwendungsfähigkeit dieser Kräfte sollte entschieden fortgesetzt werden.
Diese Entwicklung führte dazu, dass polizeiliche Aufgaben de facto einer militärischen Aufgabenstellung zugeordnet wurden. Das führte in der Praxis zur Erfüllung polizeilicher Aufgaben (zum Beispiel zur Fluchtverhinderung) mit militärischen Mitteln und Methoden.

### Führung der Grenzsicherungskräfte in der DDR
Auch nach DDR-Staatsgründung 1949 blieb die Grenzpolizei in operativer Hinsicht den Kommandeuren der sowjetischen Truppen auf Länderebene unterstellt, da sich die UdSSR – ähnlich wie die Westmächte gegenüber der Bundesrepublik – zunächst weiterhin alle Vollmachten für äußeren Schutz und innere Sicherheit vorbehielt. Erst ab 1. Dezember 1955 übernahm gemäß den Festlegungen des Staatsvertrags zwischen der UdSSR und der DDR (vom 20. September 1955) die Führung der Deutschen Grenzpolizei die volle Verantwortung für die Bewachung und Kontrolle der Staatsgrenzen der DDR.
- Leiter der Hauptabteilung Grenzpolizei in der DVdI:[13]
  - 1949 Chefinspekteur Josef Schütz,
  - 1951–1952 Chefinspekteur Richard Smolorz;
- Chef der Deutschen Grenzpolizei:[13]
  - 1952–1955 Generalmajor[19] Hermann Gartmann
  - 1955–1957 Oberst Heinrich Stock,
  - 1957 Generalmajor Hermann Gartmann,
  - 1957[20] –1960 Generalmajor Paul Ludwig,
  - 1960[21] –1961 Oberst Erich Peter;
- Chef der Grenztruppen der NVA:
  - 1961–1972 Generalleutnant Erich Peter;[22]
- Stellvertreter des Ministers und Chef der Grenztruppen der NVA (der DDR – ab 1973):
  - 1972–1979 Generaloberst Erich Peter;
  - 1979–1990 Generaloberst Klaus-Dieter Baumgarten;[22]
- Chef der Grenztruppen:[23]
  - 1990[24] Generalmajor Dieter Teichmann,[22]
  - 1990[6] Oberst Jürgen Hörnlein.

### Grenztruppen der NVA (ab 1961)

#### Formierung und personelle Auffüllung der Grenztruppen

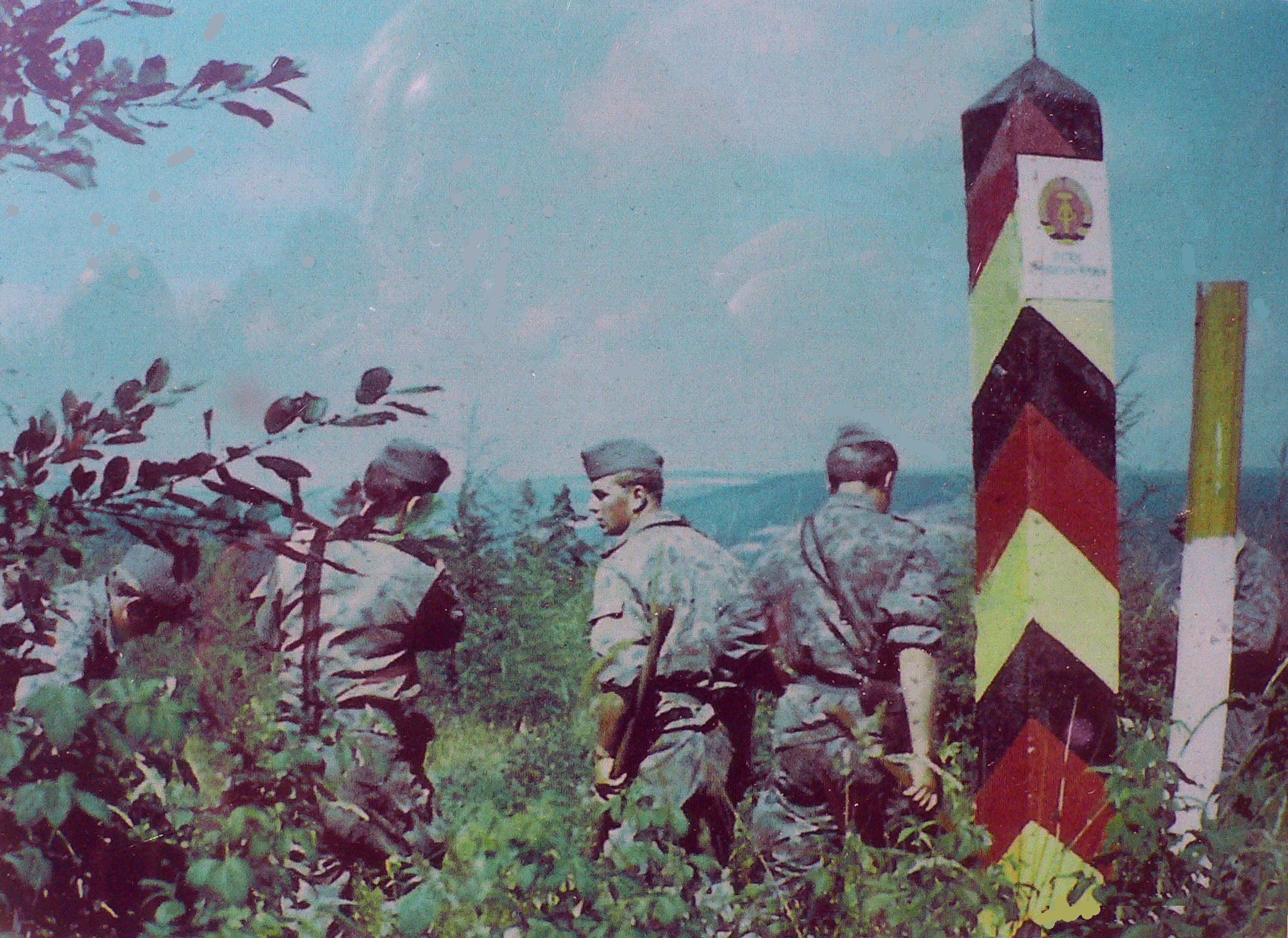
Grenzer im Tarnkleidung (1961) bei Heldburg

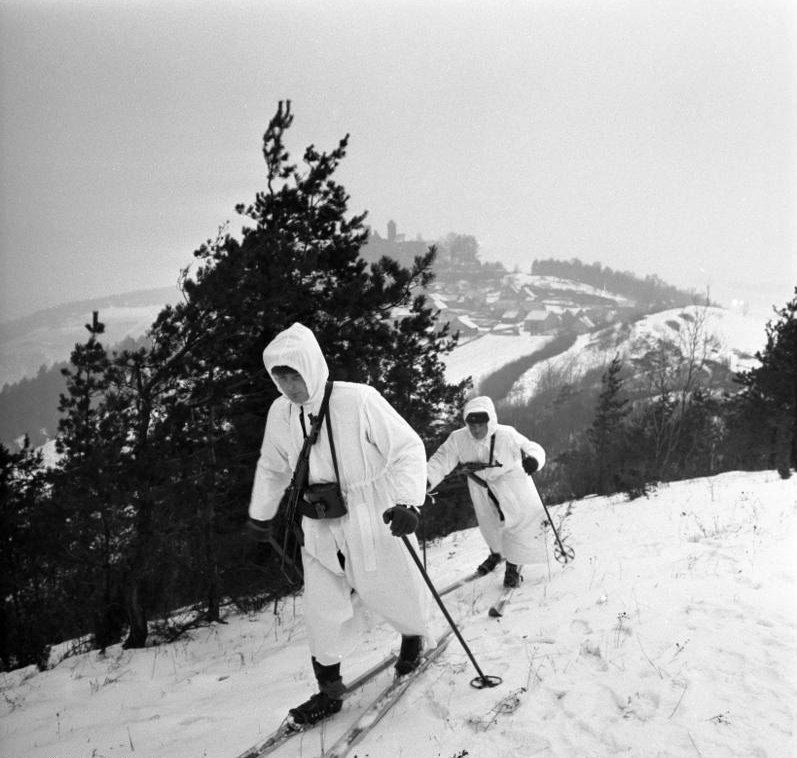
Grenzstreife in Thüringen (1965)

Mit Wirkung vom 15. September 1961 waren durch Befehl des Vorsitzenden des Nationalen Verteidigungsrates das Kommando der Deutschen Grenzpolizei (DGP) und dessen nachgeordnete Verbände und Truppenteile, außer den zwei Berliner Grenzbrigaden, aus dem Bestand der bewaffneten Kräfte des Ministeriums des Innern (MdI) bis zum Monatsende herausgelöst und zum Kommando Grenztruppen der Nationalen Volksarmee umformiert worden.
Ab April 1962 wurden mit Einführung der allgemeinen Wehrpflicht in der DDR auch Wehrpflichtige zu den nunmehrigen Grenztruppen der NVA eingezogen. Im Oktober 1962 wurden militärische Grenzregimenter gebildet. Im Herbst 1962 verfügten die Grenztruppen der NVA über eine Personalstärke von circa 52 Tausend.
Die Grenzsicherungskräfte trugen seit Ende 1958 eine khakifarbene Uniform mit grüner Paspelierung und Kragenspiegel wie die Volkspolizei. Der Schnitt entsprach der Uniform der NVA. Mit ihrer Einbeziehung in die NVA erhielten die Angehörigen der Grenztruppen 1962 deren steingraue Uniform mit grüner Paspelierung und grünem Mützenrand zu ihrer Unterscheidung gegenüber den Teilstreitkräften und Waffengattungen der NVA.
In den Monaten Oktober bis Dezember 1962 erhielten die Verbände und Truppenteile der Grenztruppen durch das Ministerium für Nationale Verteidigung Truppenfahnen verliehen. Von nun an leisteten die Angehörigen den für die Nationale Volksarmee festgelegten Fahneneid, der den bisher abgelegten Schwur der Deutschen Grenzpolizei ablöste. (Ab Herbst 1978 schworen sie auf den Fahneneid der Grenztruppen der DDR.)

#### Freiwillige Helfer der Grenztruppen
Die Grenztruppen der DDR waren aufgrund begrenzter personeller Ressourcen immer bemüht, zur Erfüllung der „Fluchtverhinderung“ die Unterstützung der Bevölkerung im Grenzgebiet zu gewinnen. Das gelang örtlich stark unterschiedlich und insgesamt nur in sehr beschränktem Umfang. Nach Schätzungen waren bis zu 15 Prozent der Bewohner zur Unterstützung der Grenztruppen in irgendeiner Weise bereit.

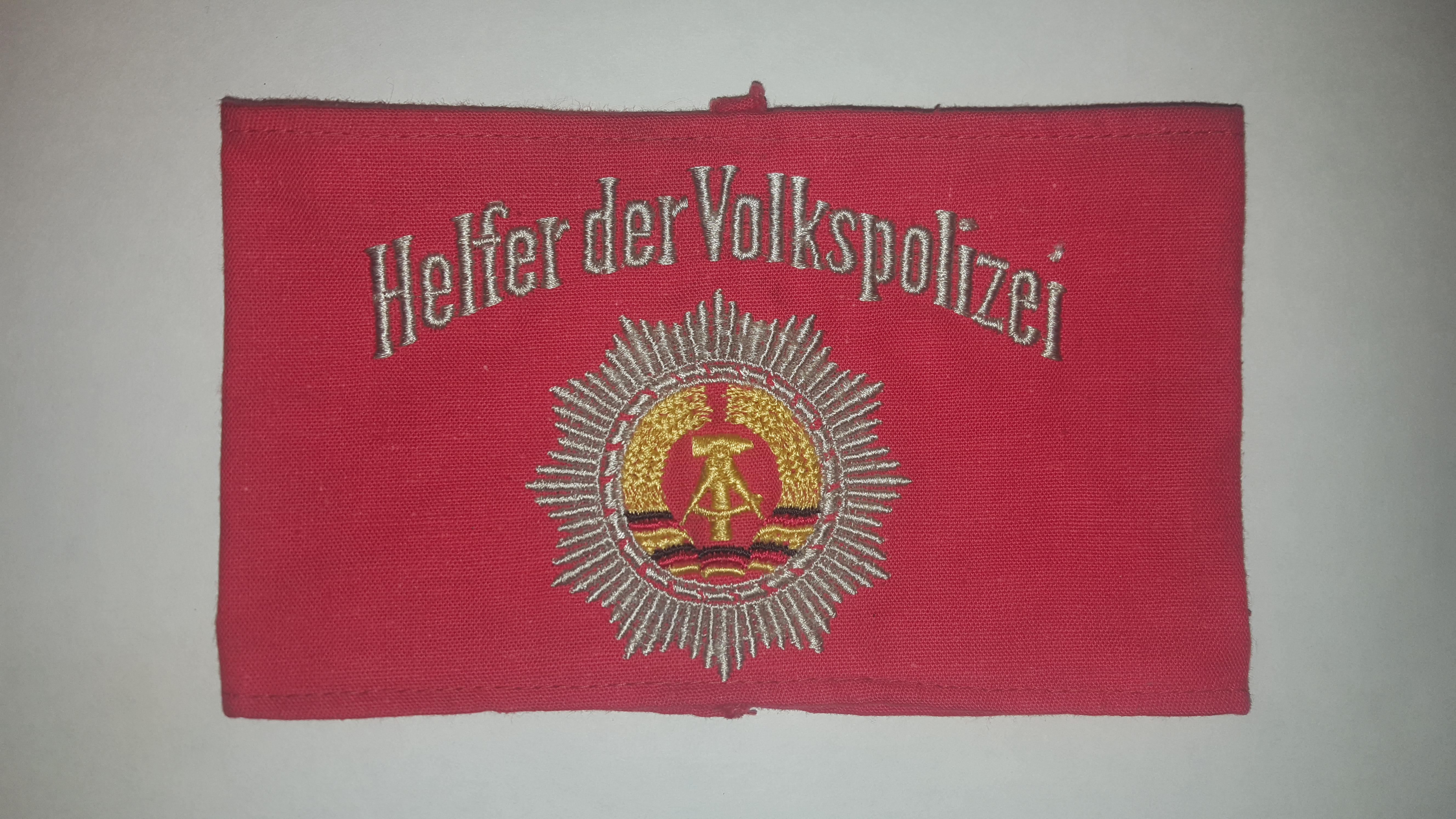
„Helfer d. Volkspolizei“ Unterstützung am Schutzstreifen
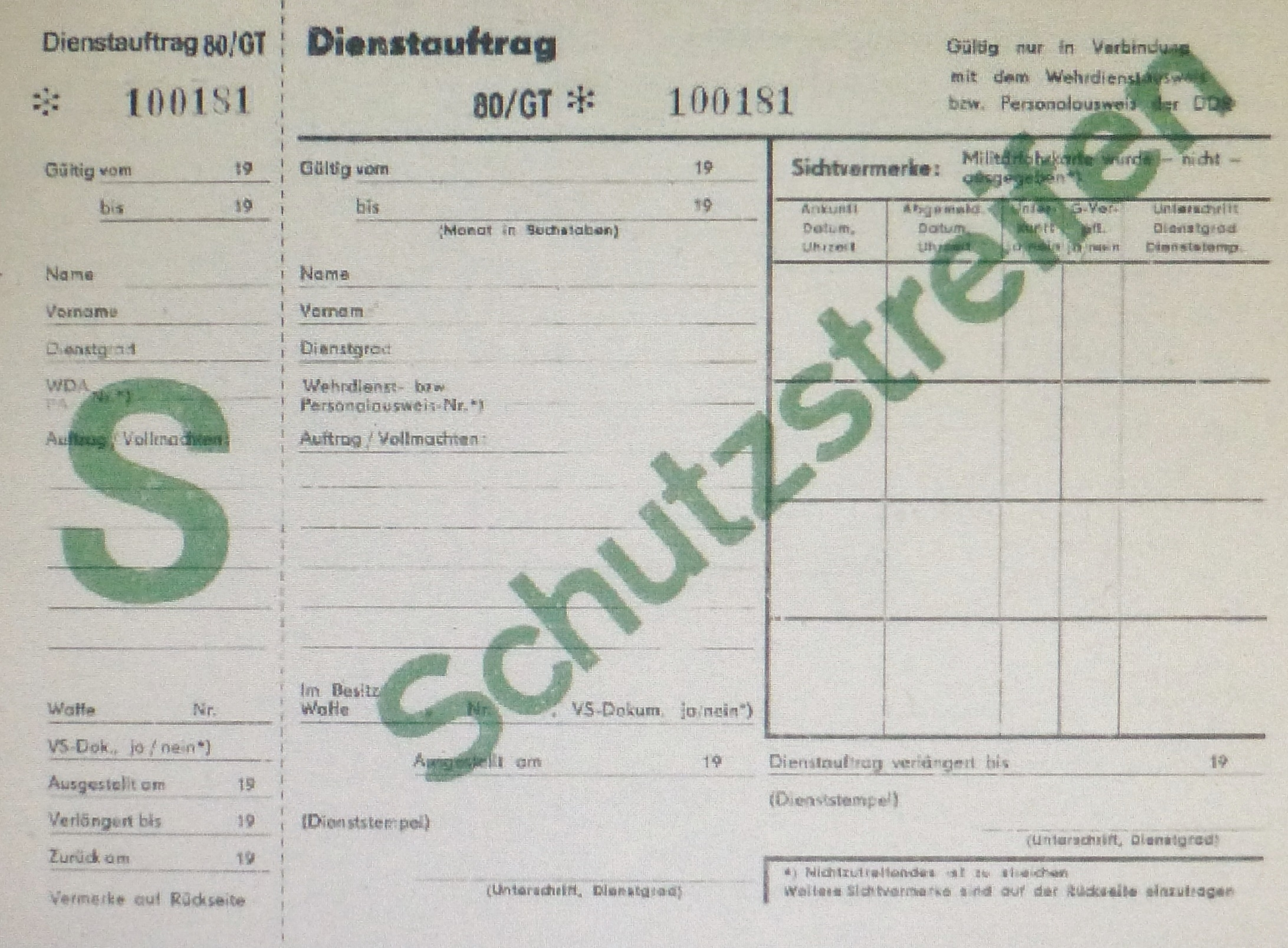
Dienstauftrag der Grenztruppen für Schutzstreifen (S1)
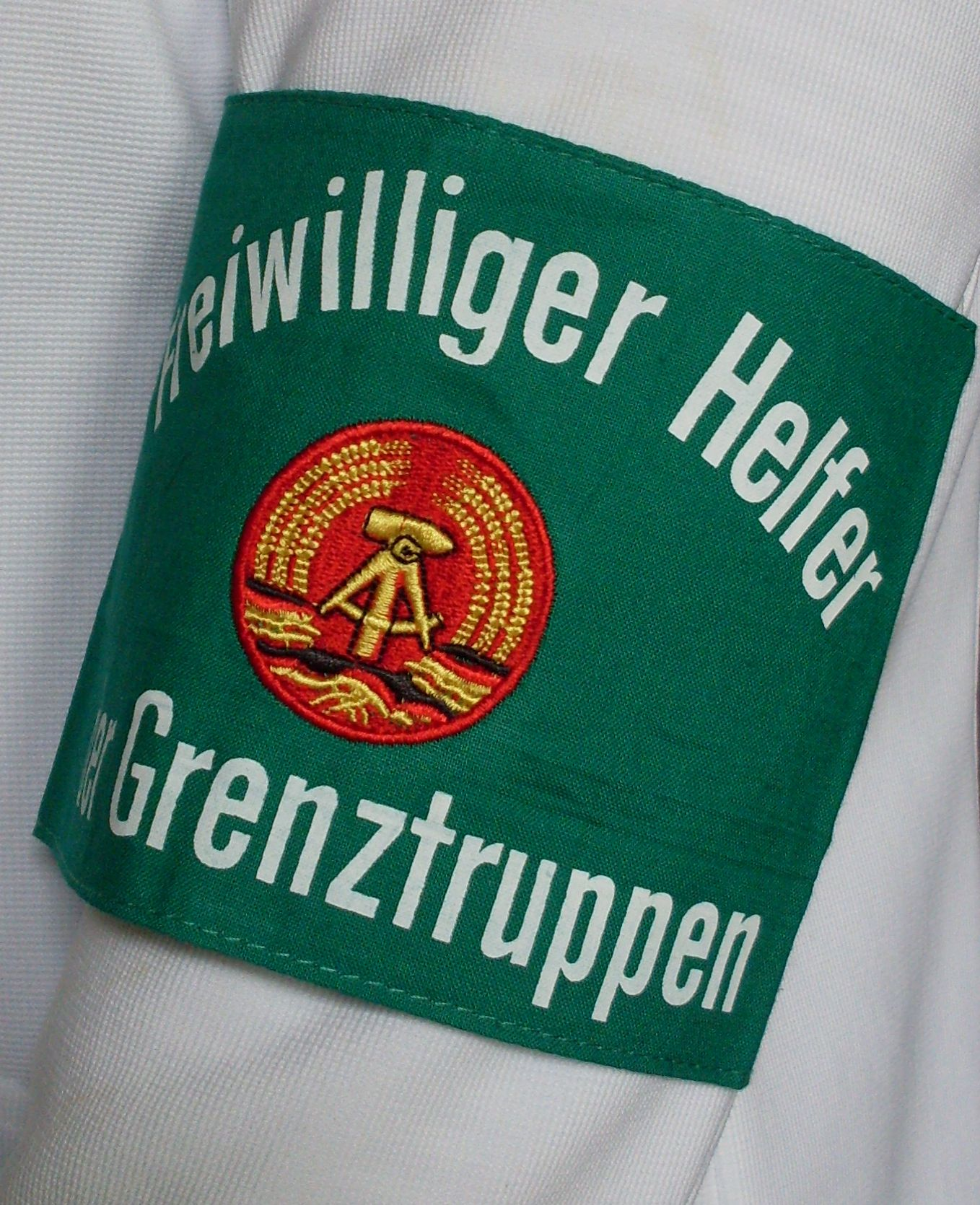
„Freiwilliger Helfer der Grenztruppen“ Oberarmbinde
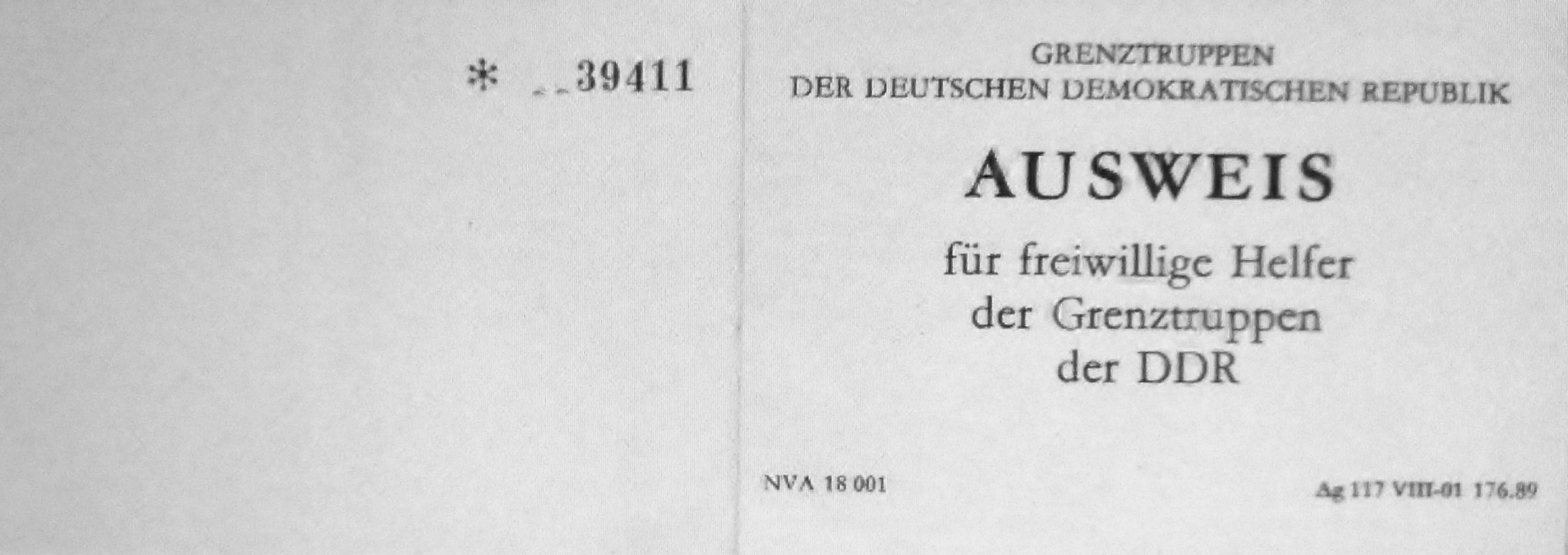
„Freiwilliger Helfer der Grenztruppen“ Ausweis (FHGT3)

Besonders aktiv waren jene, die sich als „Freiwillige Helfer der Grenztruppen“ (FHG) gewinnen und registrieren ließen. Sie wurden nicht nur als Informanten tätig, sondern auch im Streifendienst, insbesondere an den Zugängen zum Grenzgebiet, eingesetzt. Das alles konnte nicht verhindern, dass es auch immer wieder gerade aus den Grenzortschaften heraus zu Fluchtversuchen kam, die meist aufgrund genauer lokaler Sachkenntnis seitens der Flüchtenden gelangen.

#### Gliederung und Struktur der Grenztruppen (ab 1961)
Das Führungsorgan Kommando Grenztruppen (Kdo GT), anfangs „Kommando Grenze“ oder „Dienstbereich Kommando Grenze“ genannt, auch „Kommando der Grenztruppen“ geschrieben, befand sich von 1961 bis 1990 in Pätz südöstlich von Berlin. Ihm unterstanden die
- Offiziershochschule der Grenztruppen der DDR in Suhl-Friedberg (1984–1990), vordem ab Oktober 1962 als Offiziersschule in Glöwen und ab November 1963 in Plauen;[29]
- Unteroffiziersschule der Grenztruppen in Glöwen und Potsdam (seit 1971),[30] später (ab 1972) in Perleberg[31] mit Diensthundeführer-Ausbildung in Wilhelmshorst.

Die Grenztruppen der NVA gliederten sich von 1961 bis 1971 wie folgt:
- Entlang der Grenze zur Bundesrepublik – sechs Grenzbrigaden  (GBr):[3]
  - 3. Grenzbrigade (3. GBr) mit Stab in Perleberg,
  - 5. Grenzbrigade (5. GBr) mit Stab in Kalbe (Milde),
  - 7. Grenzbrigade (7. GBr) mit Stab in Magdeburg,
  - 9. Grenzbrigade (9. GBr) mit Stab in Erfurt,
  - 11. Grenzbrigade (11. GBr) mit Stab in Meiningen,
  - 13. Grenzbrigade (13. GBr) mit Stab in Rudolstadt.
  - Jede Grenzbrigade bestand aus drei Grenzregimentern mit je zwei oder drei (GR-3, GR-9) Grenzbataillonen (GB), je neun (zwölf) Grenzkompanien (GK) und einem Grenzausbildungsbataillon (GAB).[3]

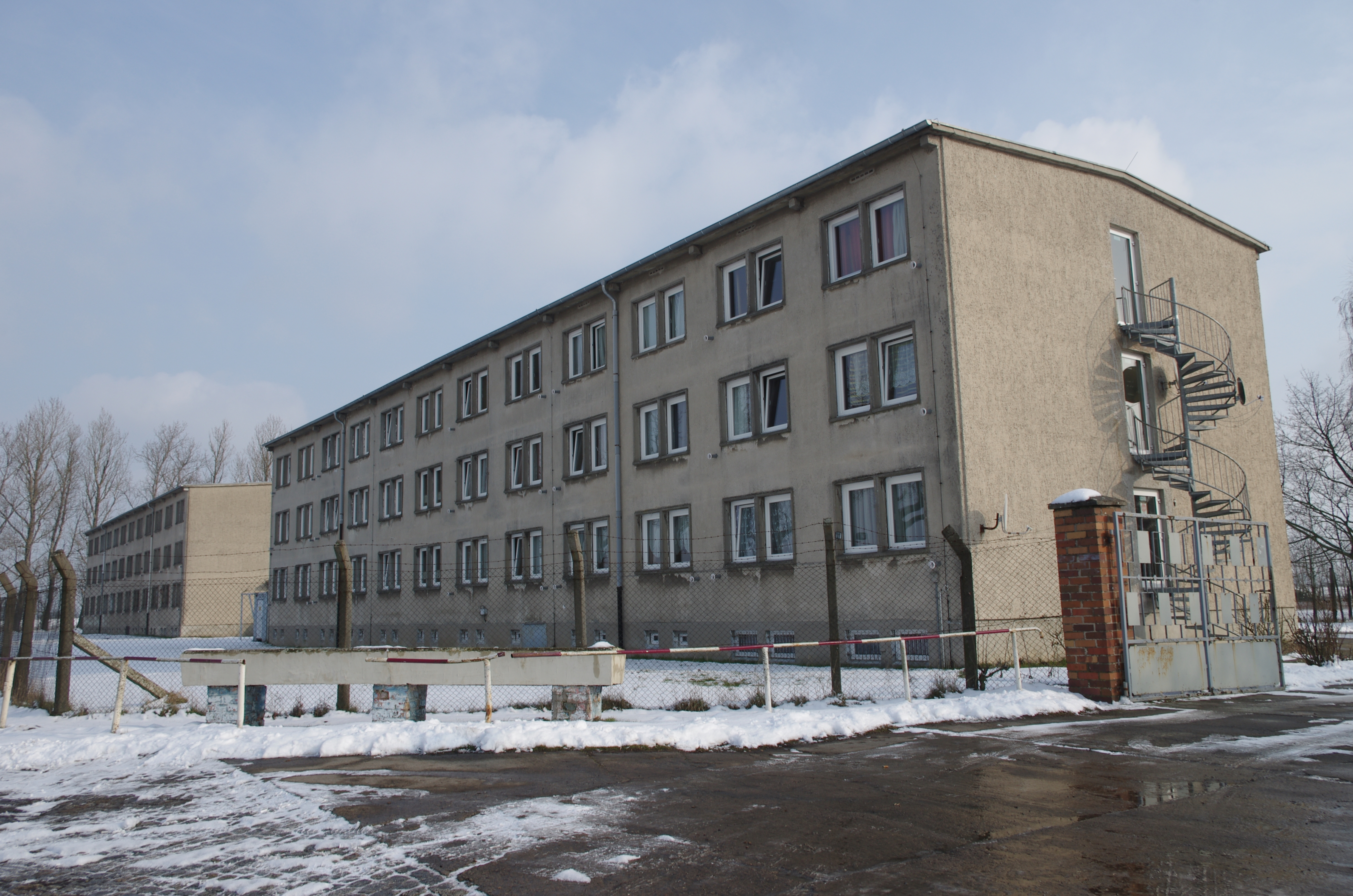
Kasernen Wasmanndorf Rudower Straße 16

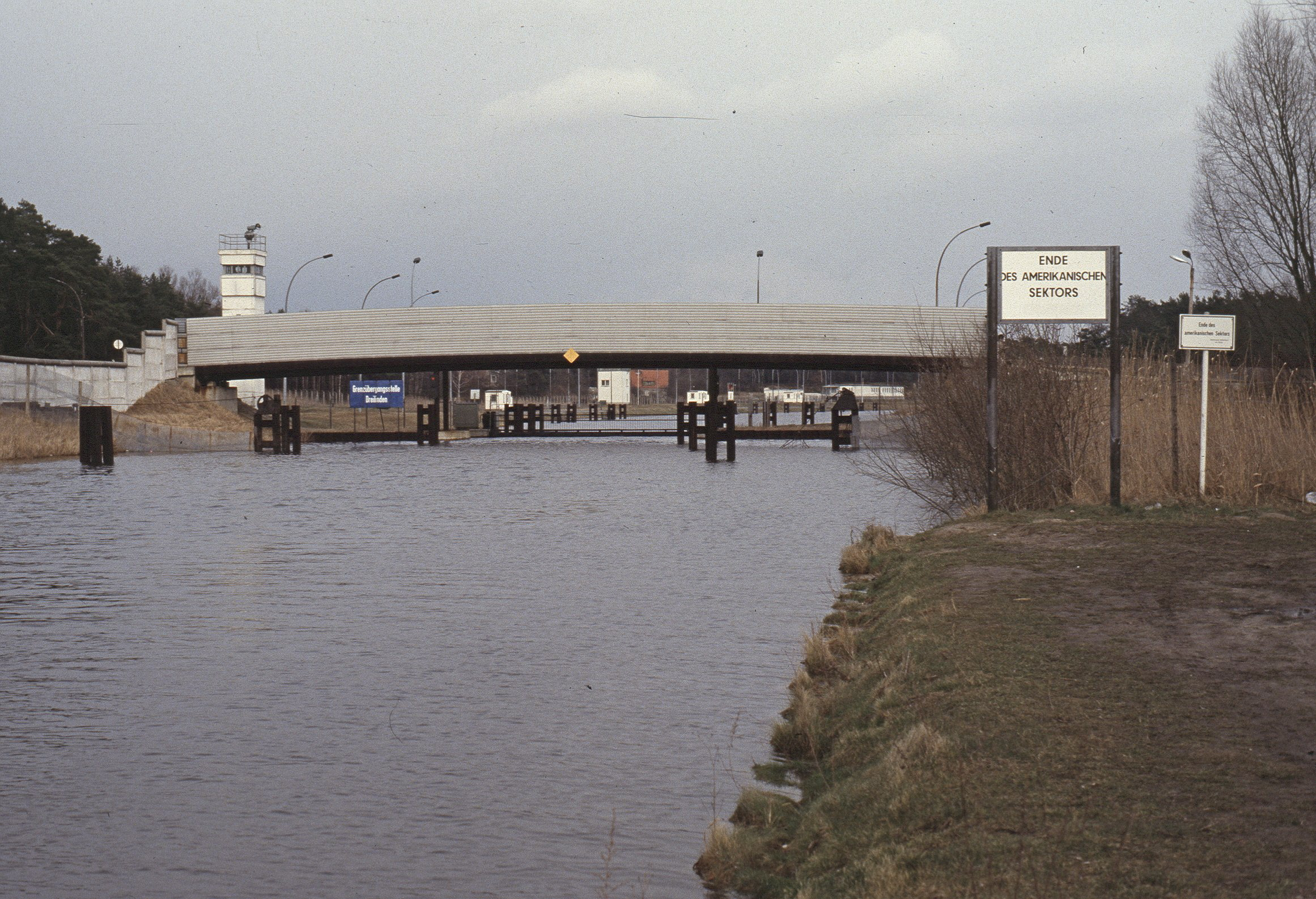
Teltowkanal mit Blick auf die Brücke des Postenwegs der Grenztruppen

- An der Grenze zur Volksrepublik Polen
  - Grenzregiment GR-18 mit Stab in Frankfurt (Oder), 1966 aufgelöst und in Grenzbataillone gegliedert.
- An der Grenze zur ČSSR:
  - Grenzregiment GR-19 mit Stab in Pirna, 1966 aufgelöst und in Grenzbataillone gegliedert.

In Unterstellung des Kommandos Bereitschaftspolizei und damit des Ministeriums des Innern wurden drei Grenzbrigaden (B) formiert und im August 1962 mit Schaffung der Stadtkommandantur Berlin dem Minister für Nationale Verteidigung unterstellt.
- Um West-Berlin – drei Grenzbrigaden (B):[33]
  - 1. Grenzbrigade (1. GBr) mit Stab in Berlin-Treptow,
  - 2. Grenzbrigade (2. GBR) mit Stab in Groß Glienicke
  - 4. Grenzbrigade (4. GBR) mit Stab in Zwickau,[34] ab 1. Juni 1963 verlegt nach Potsdam (1966 aufgelöst).

In Unterstellung des Kommandos Volksmarine der NVA handelte:
- Entlang der Seegrenze der DDR und an der Ostseeküste
  - 6. Grenzbrigade Küste (6. GBRK) mit Stab in Rostock-Gehlsdorf

Dienstflagge 6. Grenzbrigade Küste
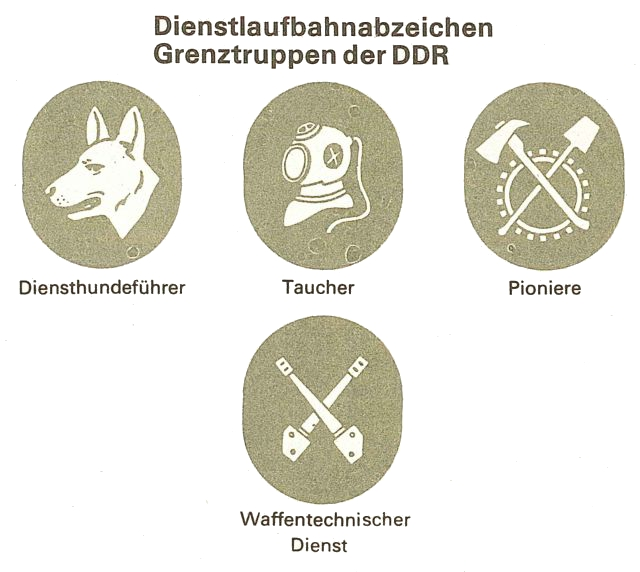
Dienstlaufbahnabzch. der Grenztruppen
Truppenfahne Grenzregiment-19 Pirna
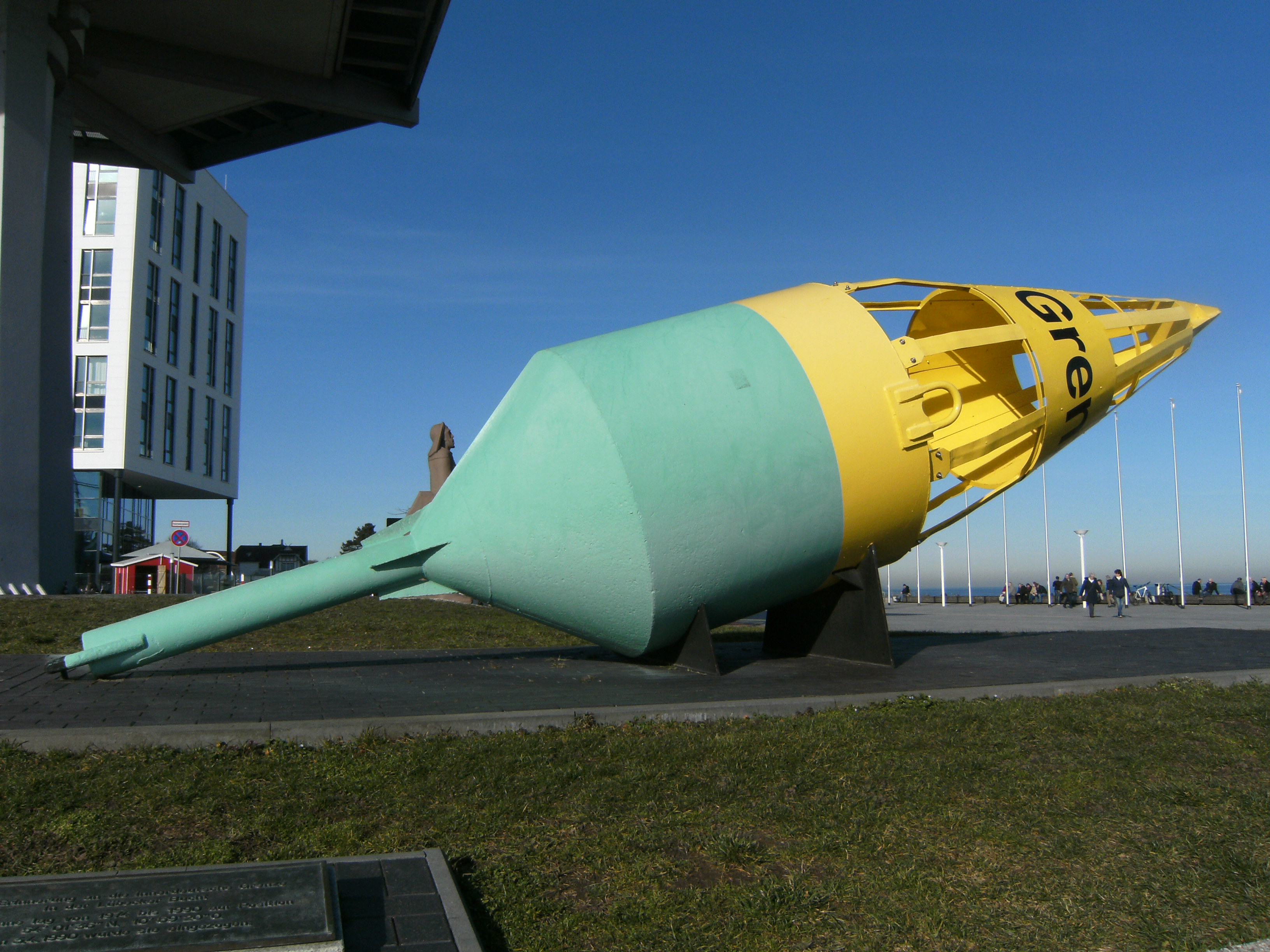
Historische Markierungstonne der DDR-Staatsgrenze, Travemünde (2019)
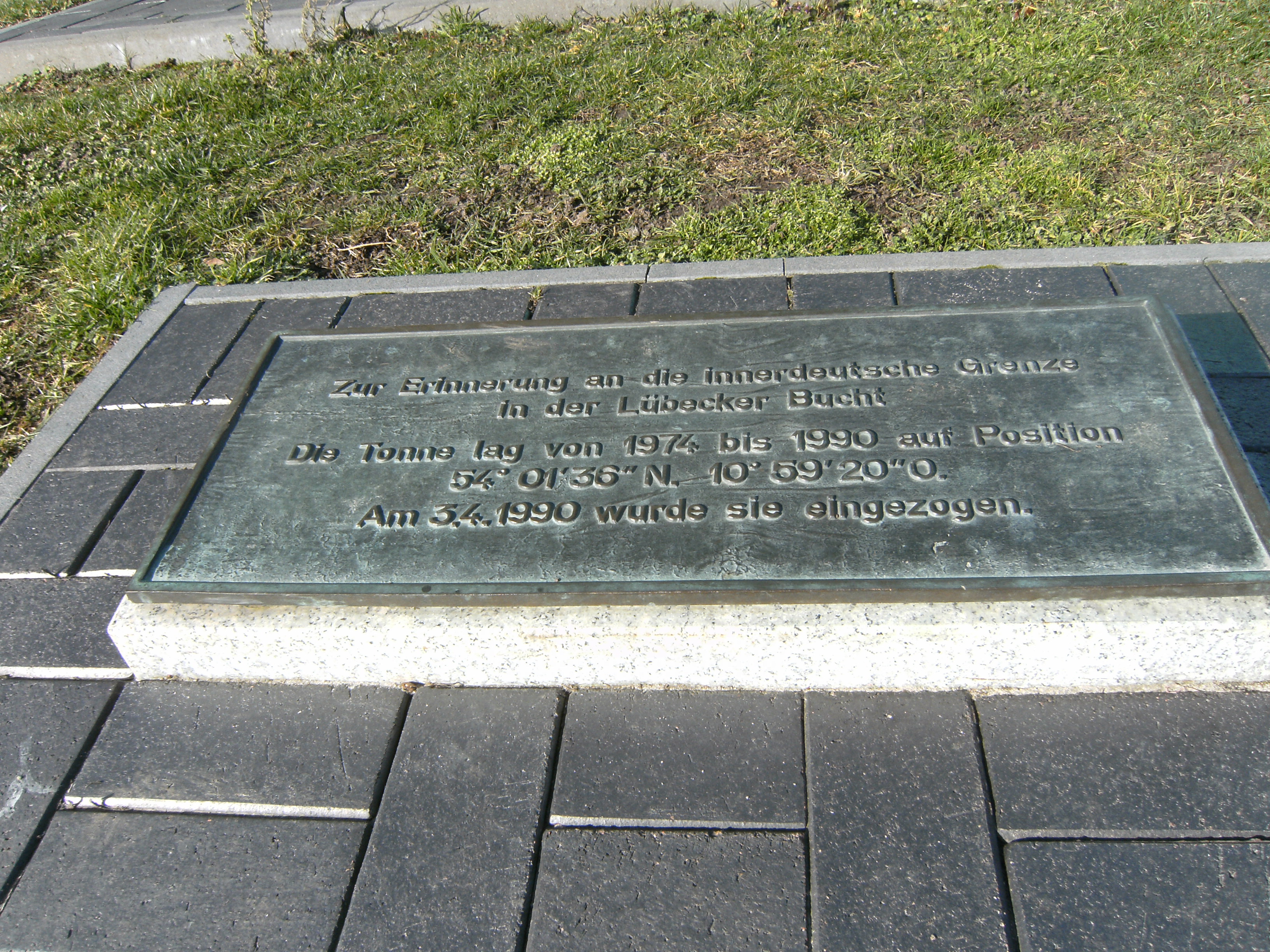
Travepromenade Tafel zur Markierungstonne der DDR-Staatsgrenze in der Lübecker Bucht

- Karte mit allen Koordinaten:
- OSM |
- WikiMap

#### Grenzsperranlagen (1961–1963), Grenzzwischenfall (1966)

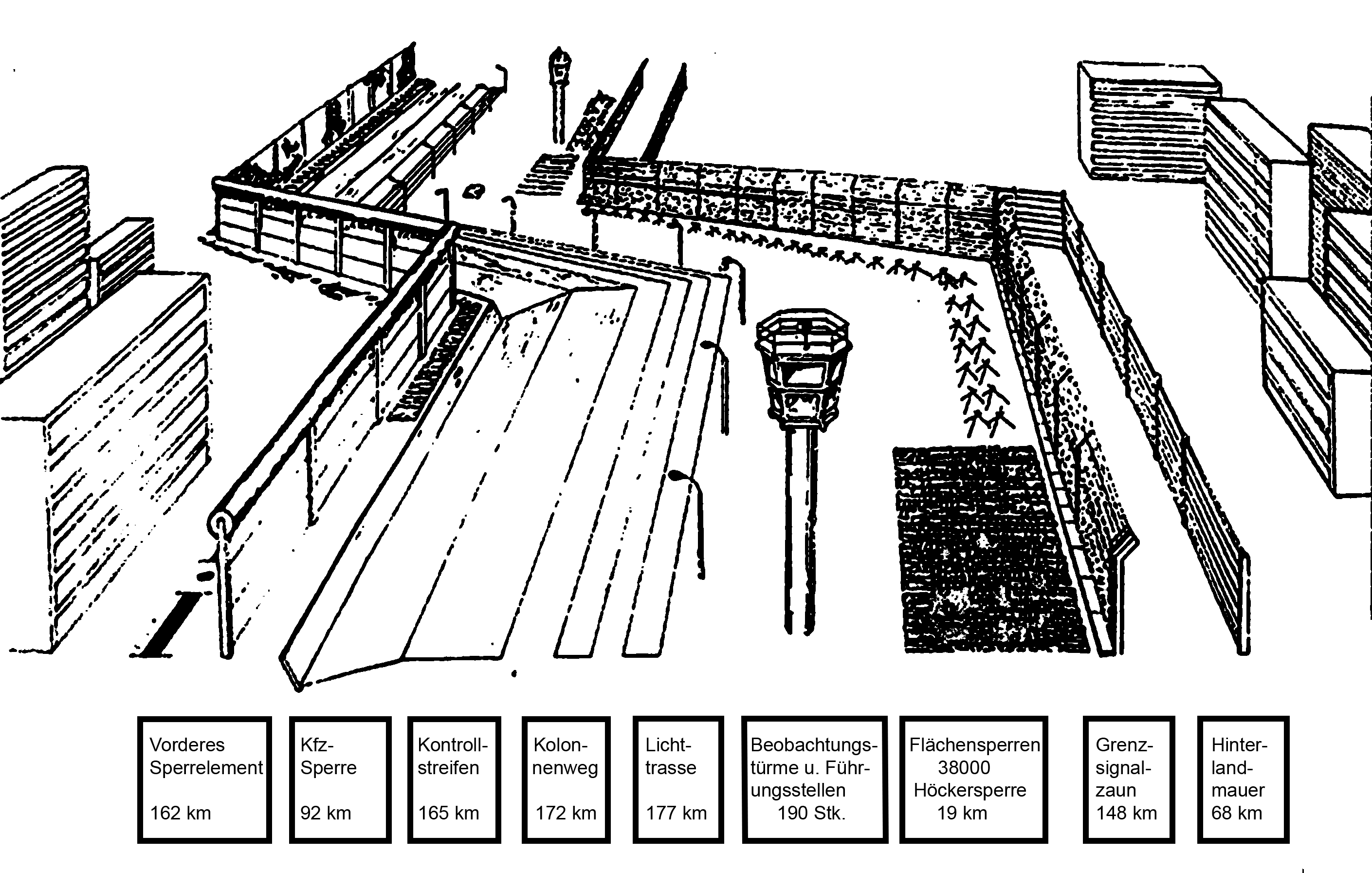
Berliner Mauer schematisch

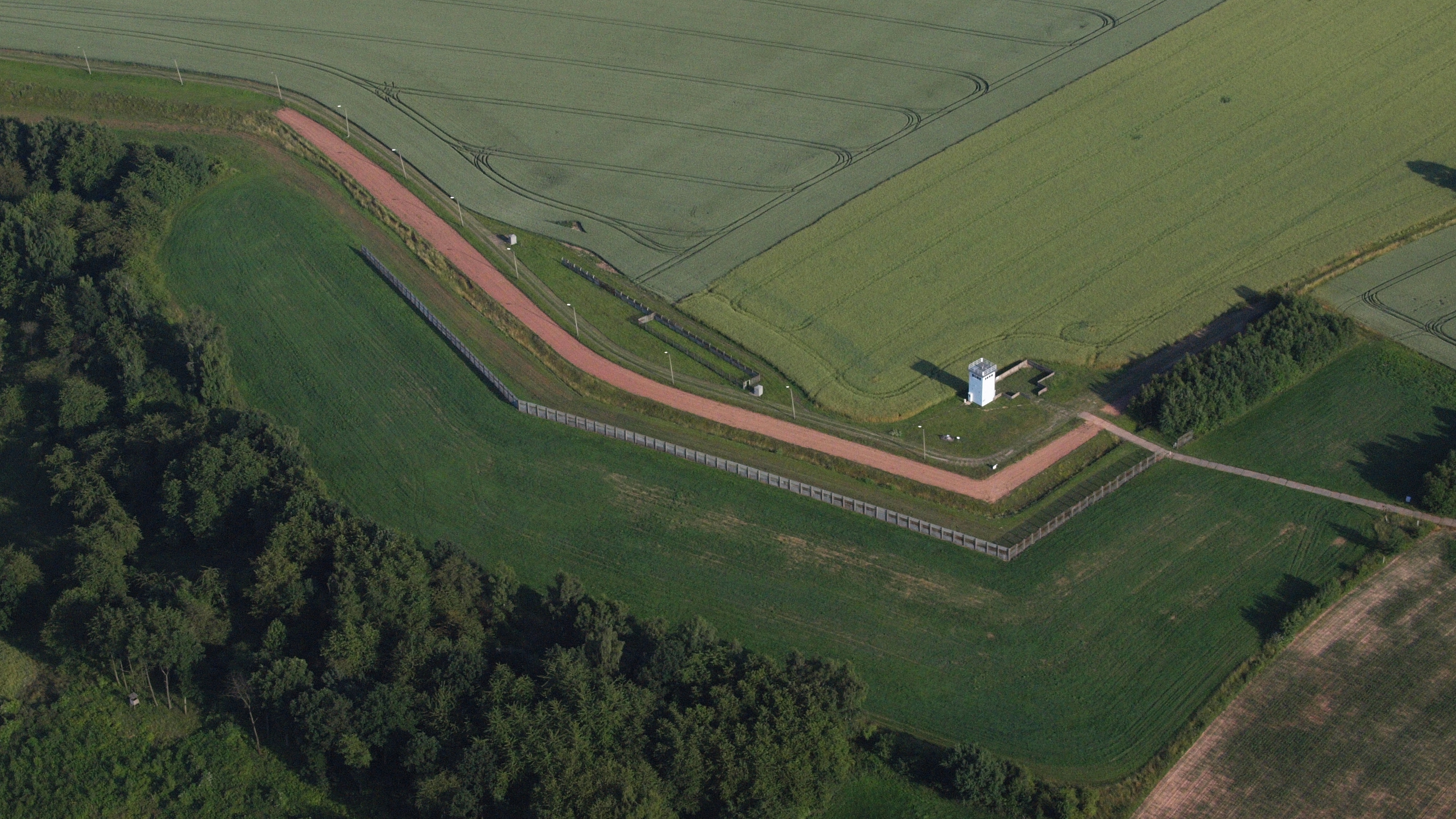
Grenzlandmuseum bei Teistungen (Juli 2013)

Parallel zum Befehl des Nationalen Verteidigungsrates der DDR zur Formierung der Grenztruppen der NVA erhielt der Minister für Nationale Verteidigung der DDR im September 1961 vom Oberkommandierenden der Gruppe der Sowjetischen Streitkräfte in Deutschland (GSSD) ein Schreiben mit Forderungen zur Errichtung weiterer Sperr- und Signalanlagen an der Grenze zur Bundesrepublik Deutschland. Gefordert wurde auch das Anlegen von Minenfeldern. Die Forderungen wurden zwar als Bitten formuliert, waren aber im Befehlsformat abgefasst und wurden auch so aufgefasst und realisiert.
Unter Einsatz von Pioniereinheiten der Landstreitkräfte der NVA wurde dieser Ausbau in den 1960er Jahren in vier Etappen vollzogen.
Vom 1. bis 18. August 1967 wurden von den Grenztruppen in der Aktion zur Markierung der Staatsgrenze 2622 Grenzsäulen, 13 Grenzbojen und 9079 Grenzsteine gesetzt.
Im Oktober 1966 kam es im Zusammenhang mit Vermessungsarbeiten aufgrund eines strittigen Grenzverlaufs auf der Elbe im Abschnitt Dömitz – Lenzen (Elbe) zu einem gefährlichen Grenzkonflikt mit Beteiligung von Grenzsicherungskräften der DDR und der Bundesrepublik Deutschland sowie Kräften der Britischen Rheinarmee (en. – British Army of the Rhine, BAOR). Eine Ausweitung wurde durch Besonnenheit auf beiden Seiten verhindert.

#### Ausrüstung der Grenztruppen der NVA
Zum Zeitpunkt der Übergabe an die Grenztruppen der NVA hatte die Deutsche Grenzpolizei in ihrem Bestand: 70 Panzer, 373 Schützenpanzerwagen, 2813 leichte Maschinengewehre, 2784 Panzerbüchsen, 274 rückstoßfreie Geschütze (82/107 mm), 144 selbstfahrende Kanonen.
Entgegen der militärischen Orientierung der Grenztruppen der NVA wurde im September 1963 sämtliche Panzer- und Artillerietechnik von den Truppenteilen an der Grenze zur Bundesrepublik Deutschland dauerhaft abgezogen. Die Anzahl der Fluchtversuche über diese Grenzabschnitte war nach Schließung der Grenze zu West-Berlin in einem Maße gestiegen, dass sämtliche Kräfte zur Fluchtverhinderung eingesetzt wurden, ohne jedoch auf die militärische Aufgabenstellung zu verzichten. Die bisher im Bestand befindlichen Schweren Grenzabteilungen der Grenzbrigaden und andere Reserveeinheiten wurden aufgelöst. Im Bestand blieb nur leichte Infanteriebewaffnung.
Im Unterschied dazu wurden die Truppenteile im Bestand der Stadtkommandantur Berlin zunehmend mit Panzer- und Artillerietechnik ausgestattet, da sie im Verteidigungszustand zur Mitwirkung an der Operation der Vereinten Streitkräfte des Warschauer Vertrages zur Einnahme von West-Berlin vorgesehen waren. Diese Einsatzplanung blieb bis zum Ende der DDR bestehen.

#### Handlungen an der Staatsgrenze zur ČSSR (1968)
Auf Druck der Bevölkerung der ČSSR begann die Tschechoslowakische KP (KPČS) unter Alexander Dubček im Frühjahr 1968 ein Liberalisierungs- und Demokratisierungsprogramm (Prager Frühling) umzusetzen. Die Reaktion des Warschauer Pakts war die operativ-taktische und logistische Vorbereitung einer Intervention. Anfang Juli 1968, als sich die Lage in der Tschechoslowakei zuspitzte, stimmte Walter Ulbricht dem Vorschlag des Oberkommandierenden der Vereinten Streitkräfte des Warschauer Pakts Marschall Jakubowski zu, auch NVA-Truppen an einer militärischen Intervention (Operation „Donau“ – ru. операция «Дунай») zu beteiligen.

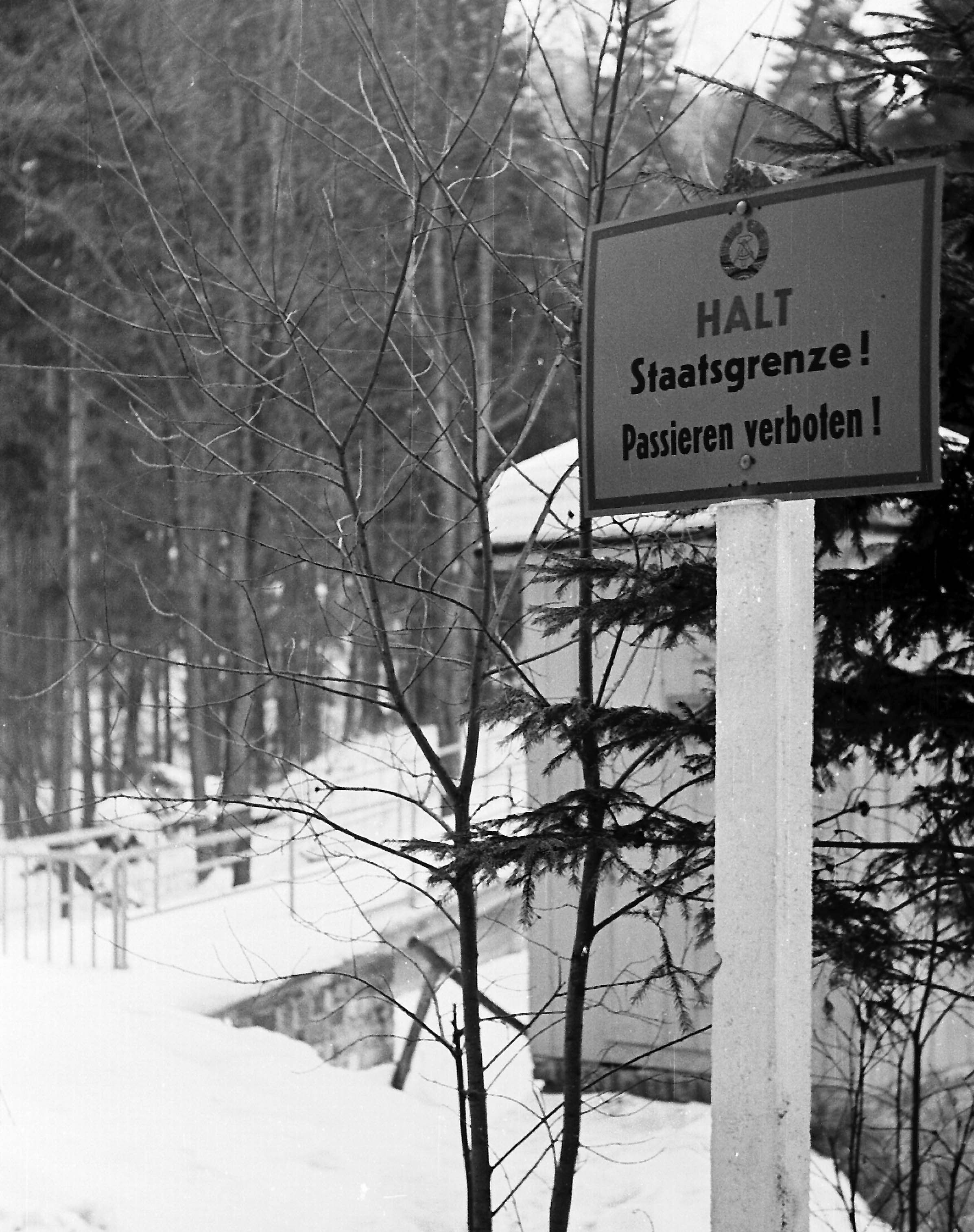
Grenze zur ČSSR im Natzschungtal, Rothenthal (Olbernhau)

Im August 1968, unmittelbar vor dem Einmarsch, befahl der DDR-Verteidigungsminister die Grenzsicherungsmaßnahmen an der Grenze der DDR zur ČSSR zeitweilig zu verstärken. Dazu wurde eine zusätzliche Grenzbrigade mit abkommandierten Kräften aus anderen Einheiten gebildet. Die Einheiten der Grenztruppen der NVA erwarteten am 20. August 1968 in den Abendstunden das Signal „Sperrmauer“ zur Schließung der Staatsgrenze zur ČSSR. Doch zunächst gewährleisteten sie den reibungslosen Übergang der sowjetischen Militärkolonnen.
Mit Erhalt des Signals am 21. August, 1968, 1.30 Uhr wurde der grenzüberschreitende Verkehr zwischen DDR und ČSSR unterbrochen und die verstärkte Grenzsicherung zur Bundesrepublik und zu West-Berlin aufgenommen.
Die in operativer Unterstellung handelnden beiden Divisionen, 11. Mot.-Schützendivision (NVA) und 7. Panzerdivision (NVA), blieben bis Mitte Oktober im grenznahen Raum in der Plauener Pforte bzw. auf dem Truppenübungsplatz Nochten und verließen entgegen allen vorherigen Planungen nicht das Territorium der DDR.
Die Grenzübergangsstellen an der Staatsgrenze der DDR zur ČSSR wurden mit ihrer Öffnung am 31. August 1968 der inzwischen gebildeten 12. Grenzbrigade unterstellt, die bis zu ihrer Herauslösung am 12. September 1968 kurzfristig die Grenzsicherung zur ČSSR übernahm.

### Umformierung der Grenztruppen in der DDR (ab 1971)

#### Umgruppierung und Strukturänderung
Ausgehend vom Beschluss des Nationalen Verteidigungsrates der DDR vom 23. Oktober 1969 wurden zahlreiche Beschlüsse, Befehle und Anordnungen erlassen, die den Prozess der Umformierung festlegten. Dazu gehörten u. a. der Befehl Nr. 138/70 des Ministers für Nationale Verteidigung vom 27. Oktober 1970 sowie der Befehl Nr. 69/70 des Chefs der Grenztruppen vom 30. November 1970.
Eine völlige Umformierung erfuhren im Frühjahr 1971 die Grenzsicherungskräfte der Stadtkommandantur Berlin (SKB). Aus dem Stab der SKB, ihren Verbänden, Truppenteilen und Einheiten wurde das Grenzkommando Mitte (GKM) gebildet und dem Kommando Grenztruppen unterstellt. Der Stadtkommandant hatte jetzt vorwiegend protokollarische und Repräsentationsaufgaben. Neben dem militärischen Zeremoniell, Empfang, Betreuung von ausländischen Gästen, Trauerparaden, Musikparaden, waren Wach- und Sicherungsdienste zu leisten. Dazu wurden dem Stadtkommandanten unterstellt: das Wachregiment „Friedrich Engels“, das Stabsmusikkorps der NVA, das Informationszentrum am Brandenburger Tor und ein Kommandantendienstzug.
Ab Mitte 1971 erfolgte die weitere Umgruppierung und Strukturveränderung in den Grenztruppen. Aus den bisherigen Grenzbrigaden an der Grenze zur Bundesrepublik Deutschland wurden das Grenzkommando Nord und das Grenzkommando Süd formiert. Jedes Grenzkommando war in mehrere Grenzregimenter (GR) und zwei Grenzausbildungsregimenter (GAR) untergliedert. Außer den veränderten Führungsstrukturen wurden vor allem Veränderungen in der Ausbildung der Soldaten und Unteroffiziere vorgenommen. Dazu wurden Grenzausbildungsregimenter (GAR) und eine zentrale Unteroffiziersschule gebildet. Im Ergebnis der Umgruppierung 1971 war folgende strukturelle Gliederung bis zum 1. August 1971 entstanden:
- Entlang der Grenze zur Bundesrepublik – zwei Grenzkommandos:
  - Grenzkommando Nord (GKN) in Kalbe (Milde), später in Stendal – acht Grenzregimenter (GR), zwei Grenzausbildungsregimenter (GAR):[54]
    - Grenzregiment GR-6 (Stab in Schönberg),
    - Grenzregiment GR-8 (Stab in Grabow),
    - Grenzregiment GR-20 (Stab in Blankenburg),
    - Grenzregiment GR-23 (Stab in Gardelegen),
    - Grenzregiment GR-24 (Stab in Salzwedel),
    - Grenzregiment GR-25 (Stab in Oschersleben),
    - Grenzausbildungsregiment GAR-5 (Stab in Perleberg),
    - Grenzausbildungsregiment GAR-7 (Stab in Halberstadt);

  - Grenzkommando Süd (GKS), Stab in Erfurt  – sechs GR, zwei GAR:[55]
    - Grenzregiment GR-1 (Stab in Mühlhausen),
    - Grenzregiment GR-3 (Stab in Dermbach),
    - Grenzregiment GR-4 (Stab in Heiligenstadt),
    - Grenzregiment GR-9 (Stab in Hildburghausen, ab Februar 1978 in Meiningen),
    - Grenzregiment GR-10 (Stab in Plauen),
    - Grenzregiment GR-15 (Stab in Sonneberg),
    - Grenzausbildungsregiment GAR-11 (Stab in Eisenach),
    - Grenzausbildungsregiment GAR-12 (Stab in Rudolstadt).

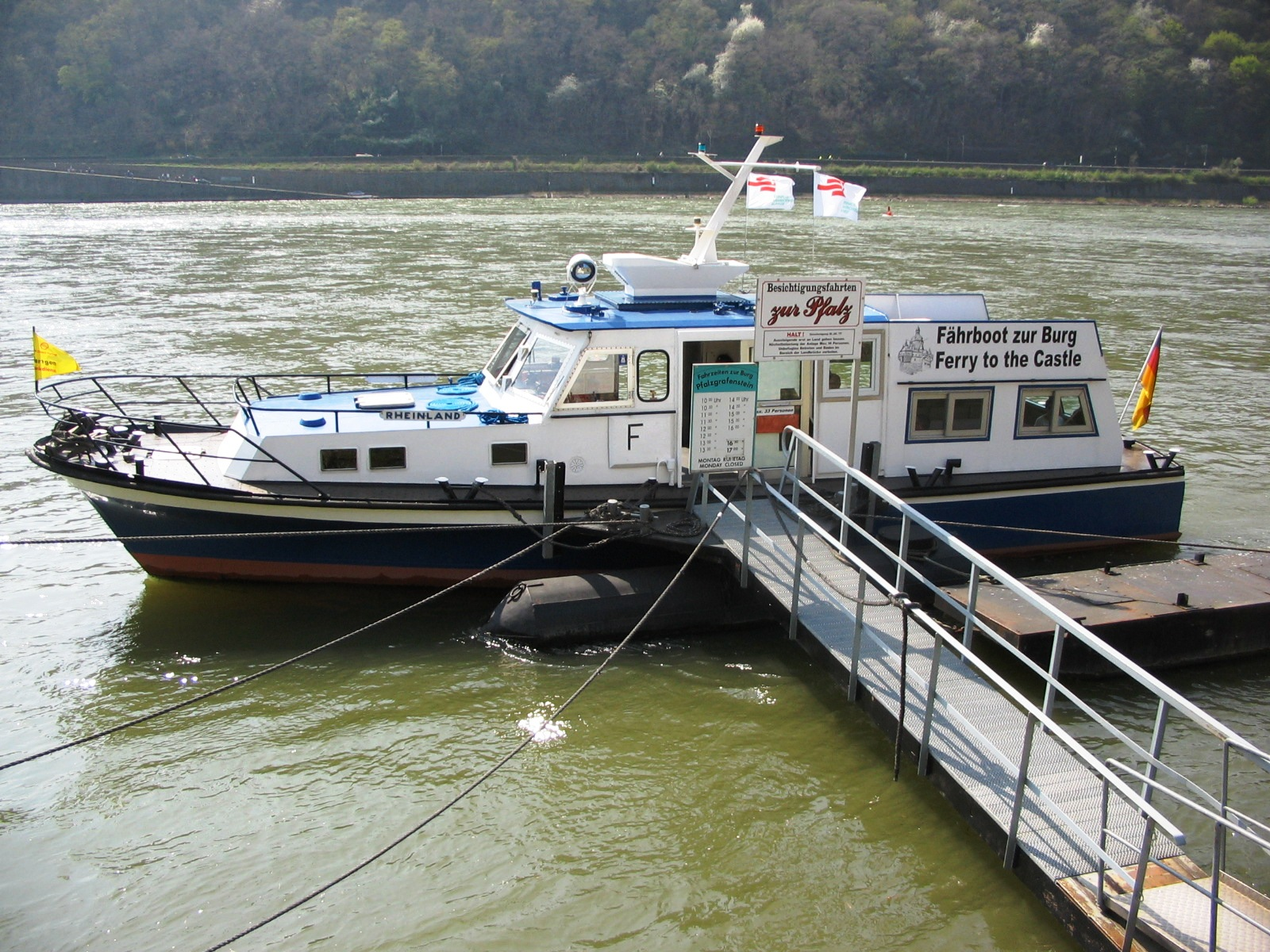
Ehemaliges Patrouillenboot der Grenztruppen der DDR, (2009) Rhein-Fähre Kaub–Burg Pfalzgrafenstein

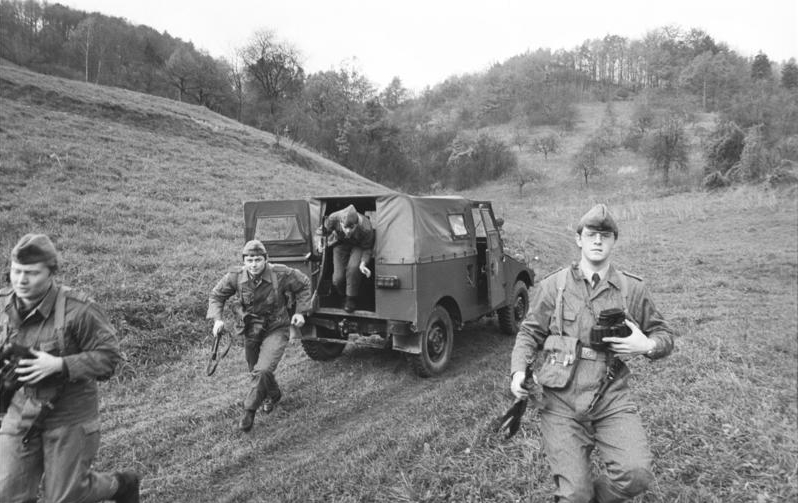
Einsatzübung, Kreis Mühlhausen (1982)

- Um West-Berlin – ein Grenzkommando:
  - Grenzkommando Mitte (GKM) in Berlin-Karlshorst  – mit folgenden sieben GR (ohne Bataillonsstruktur), zwei GAR, weiteren Truppenteile und Bootskompanien:[53][56]
    - Grenzregiment GR-33 (Stab in Treptow),
    - Grenzregiment GR-34 (Stab in Groß Glienicke),
    - Grenzregiment GR-35 (Stab in Niederschönhausen, vorher Rummelsburg bis 1986),[57]
    - Grenzregiment GR-36 (Stab in Rummelsburg),
    - Grenzregiment GR-38 (Stab in Hennigsdorf),
    - Grenzregiment GR-42 (Stab in Blankenfelde),
    - Grenzregiment GR-44 (Stab in Potsdam-Babelsberg);
    - Grenzausbildungsregiment GAR-39 (Stab in Berlin-Wilhelmshagen),
    - Grenzausbildungsregiment GAR-40 (Stab in Oranienburg);
    - Grenzübergangsstellen-Sicherungsregiment GÜST-SiR-26 (Stab in Berlin-Niederschönhausen);[58]
    - Artillerieregiment AR-26 (Stab in Berlin-Johannisthal),
    - Selbstständige Geschosswerferabteilung sGeWA-26 (Stab in Schildow);
    - Nachrichtenbataillon NB-26 (Stab in Kleinmachnow);
    - drei Bootskompanien.

An den Grenzen zu VR Polen und ČSSR versahen nur rund 600 Grenzsoldaten ihren Dienst.
- An der Grenze zur Volksrepublik Polen:
  - Grenzabschnittskommando VR Polen (GAK VRP), Stab in Frankfurt (Oder);
  - (ab 1986) Grenzbrigade zur VR Polen (GBr VRP);[59]

- An der Grenze zur ČSSR

Flagge der Grenzbrigade Küste

  - Grenzabschnittskommando ČSSR (GAK ČSSR), Stab in Pirna;
  - (ab 1986) Grenzbrigade zur ČSSR (GBr ČSSR).[59]

In operativer Unterstellung des Kommandos Volksmarine:
- Entlang der Seegrenze der DDR und der Ostseeküste handelte
  - Grenzbrigade Küste (GBrK), Stab in Rostock.

In direkter Unterstellung des Kommandos Grenztruppen waren:
- Hubschrauberstaffel 16 in Salzwedel, ab 1986 in Nordhausen;
- Offiziershochschule der Grenztruppen der DDR in Suhl-Friedberg (1984–1990), vordem (seit 1971)[29] als Offiziershochschule in Plauen;
- Fähnrich- und Grenzaufklärerschule der Grenztruppen, Stab in Nordhausen (Bezirk Erfurt), ab Dezember 1985 eingegliedert in die OHS der Grenztruppen;
- Unteroffiziersschule der Grenztruppen in Perleberg (seit 1972)[30][31] mit Diensthundeführer-Ausbildung in Wilhelmshorst.

#### Umbenennung in Grenztruppen der DDR

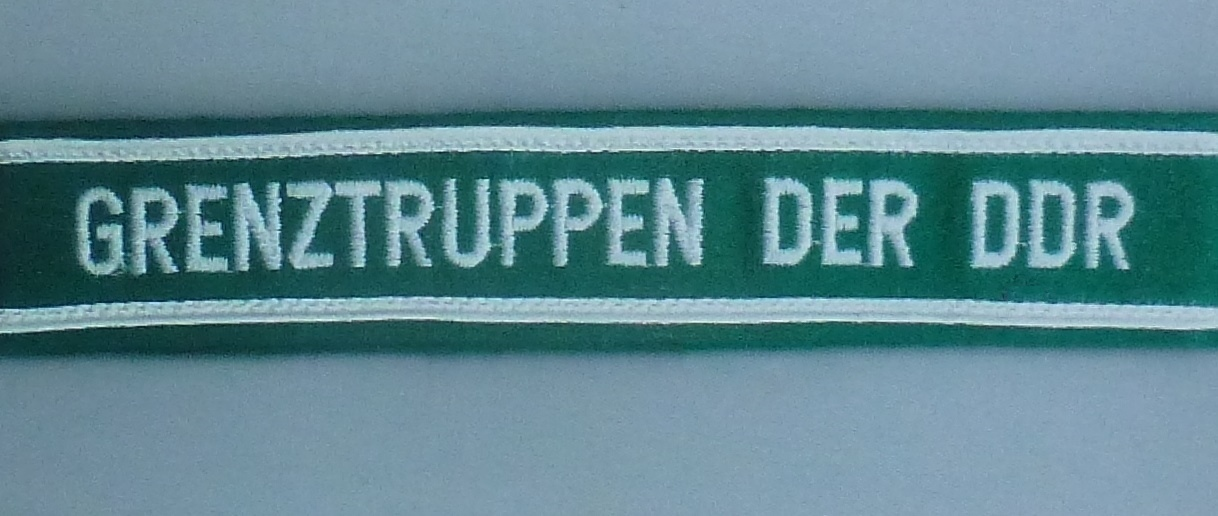
Ärmelband der Grenztruppen

Vermutlich sollten perspektivisch die Grenztruppen im Zusammenhang mit der Teilnahme der DDR an den Abrüstungsverhandlungen aus der Personalstärke der DDR-Streitkräfte herausgerechnet werden. Sie wechselten von daher ihre Bezeichnung „Grenztruppen der NVA“ in die Benennung Grenztruppen der DDR. Auf Unterstellung, Aufgaben und Handlungsweise hatte die Umbenennung keinen Einfluss. Der Begriff wurde erstmals im Befehl Nr. 101/73 des Ministers für Nationale Verteidigung vom 24./27. September 1973 verwandt.

#### Ausbau und Abbau der Grenzsperranlagen

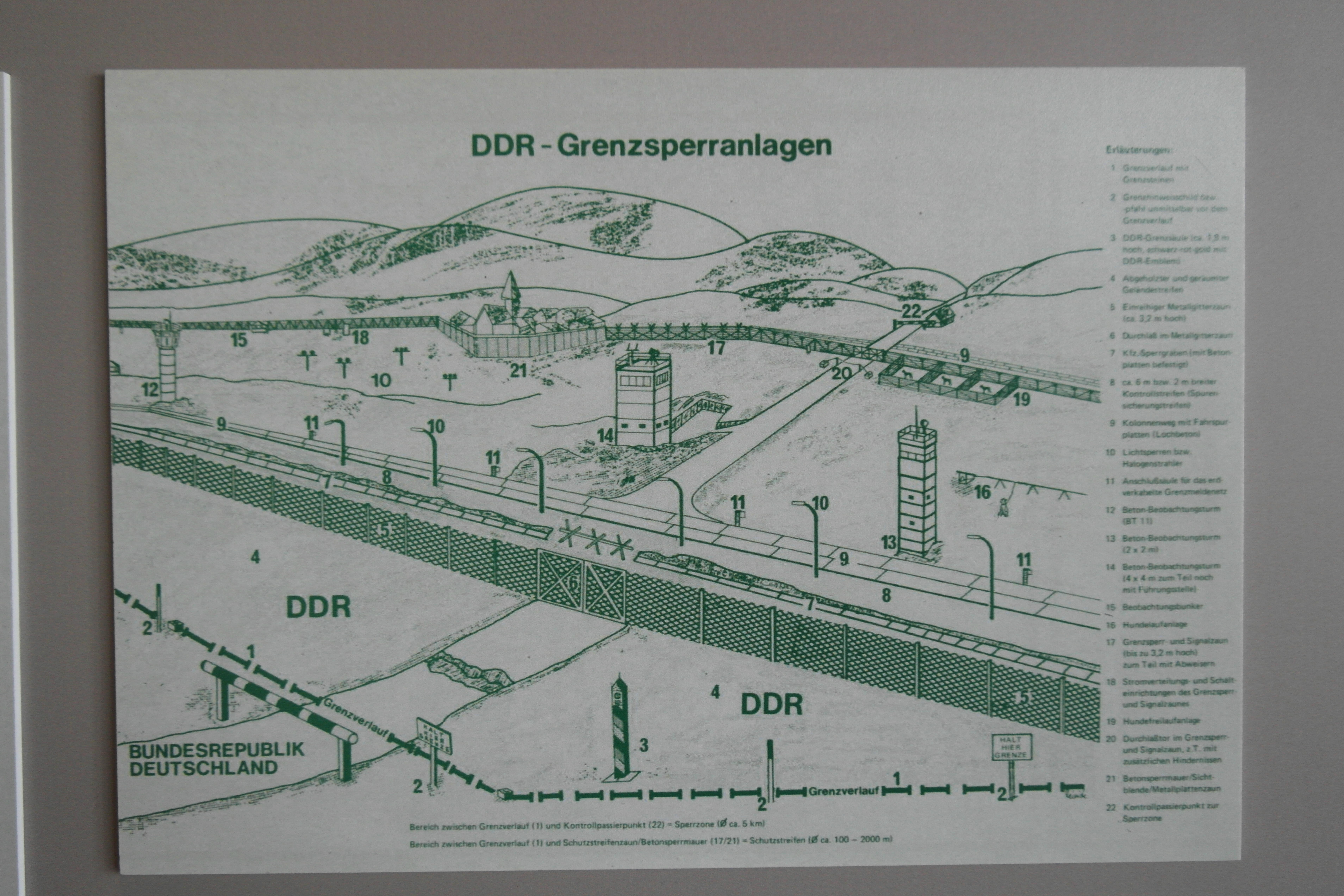
Ausbau der Grenzsperranlagen
Am Rhön-Point Alpha (Schema, 2016)

Der Ausbau von Grenzsperranlagen wurde fortgesetzt. Es wurde die Sperranlage 501 mit einer richtungsgebundenen Splittermine (SM-70) entwickelt und auf bis zu 450 Kilometer Grenzabschnitt an der Grenze zur Bundesrepublik Deutschland installiert, erstmals im Juni 1971.
Die Errichtung solcher Anlagen unterlag ebenso wie die Anlage von Minenfeldern und die Anwendung der Schusswaffe gegen Flüchtende dauerhaft starker Kritik seitens der Regierung der Bundesrepublik Deutschland.
Im Juli 1983 begann die DDR mit den Vorbereitungen zur Räumung der Minensperren (Splitterminen, Erdminenfelder), zu der sie erst nachträglich das Einverständnis der Führung der Streitkräfte des Warschauer Vertrages einholte. Die Minenräumung wurde bis Juni Juli 1985 abgeschlossen.

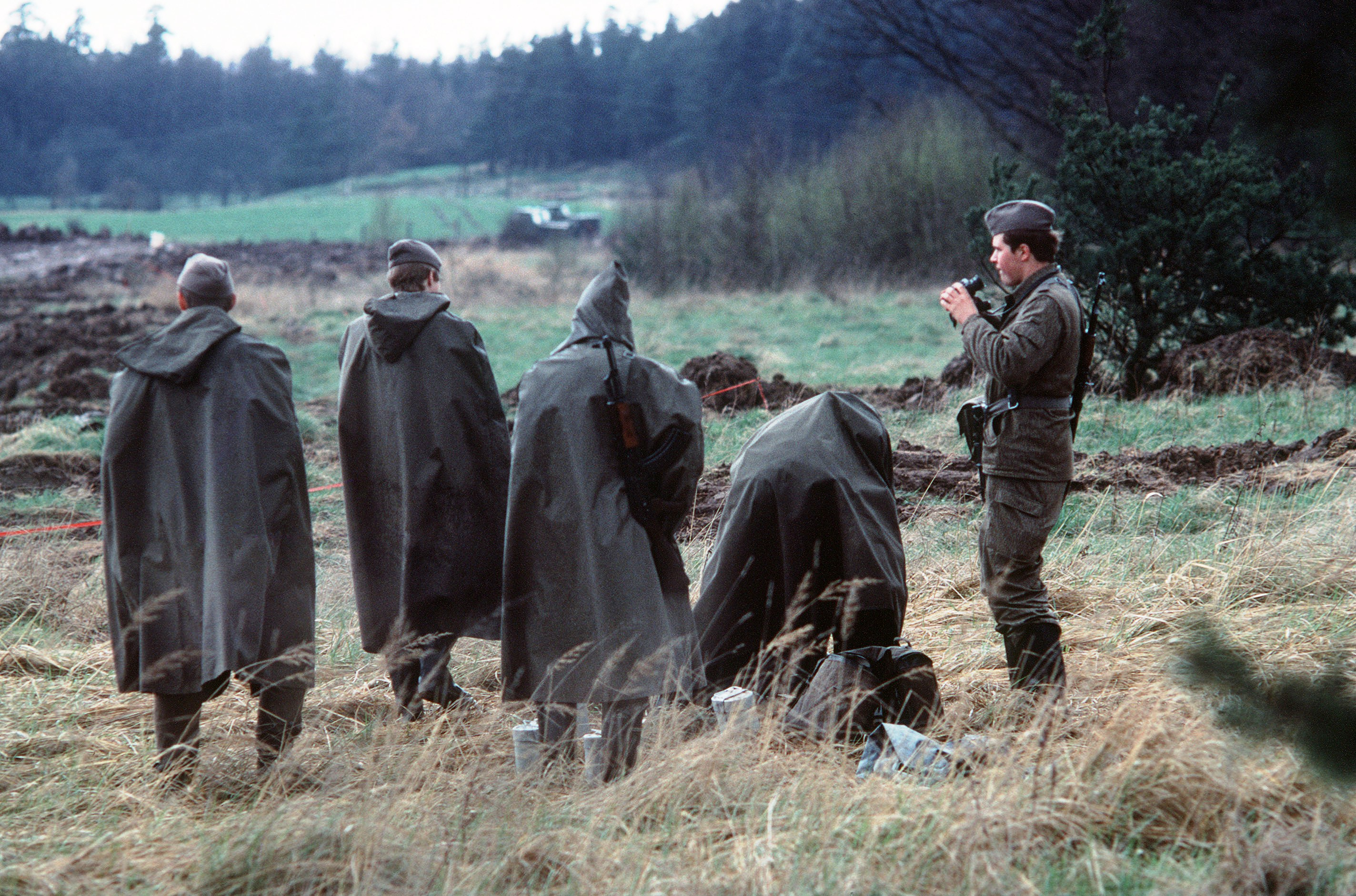
Sicherungsgruppe für Ausbauarbeiten (1979)
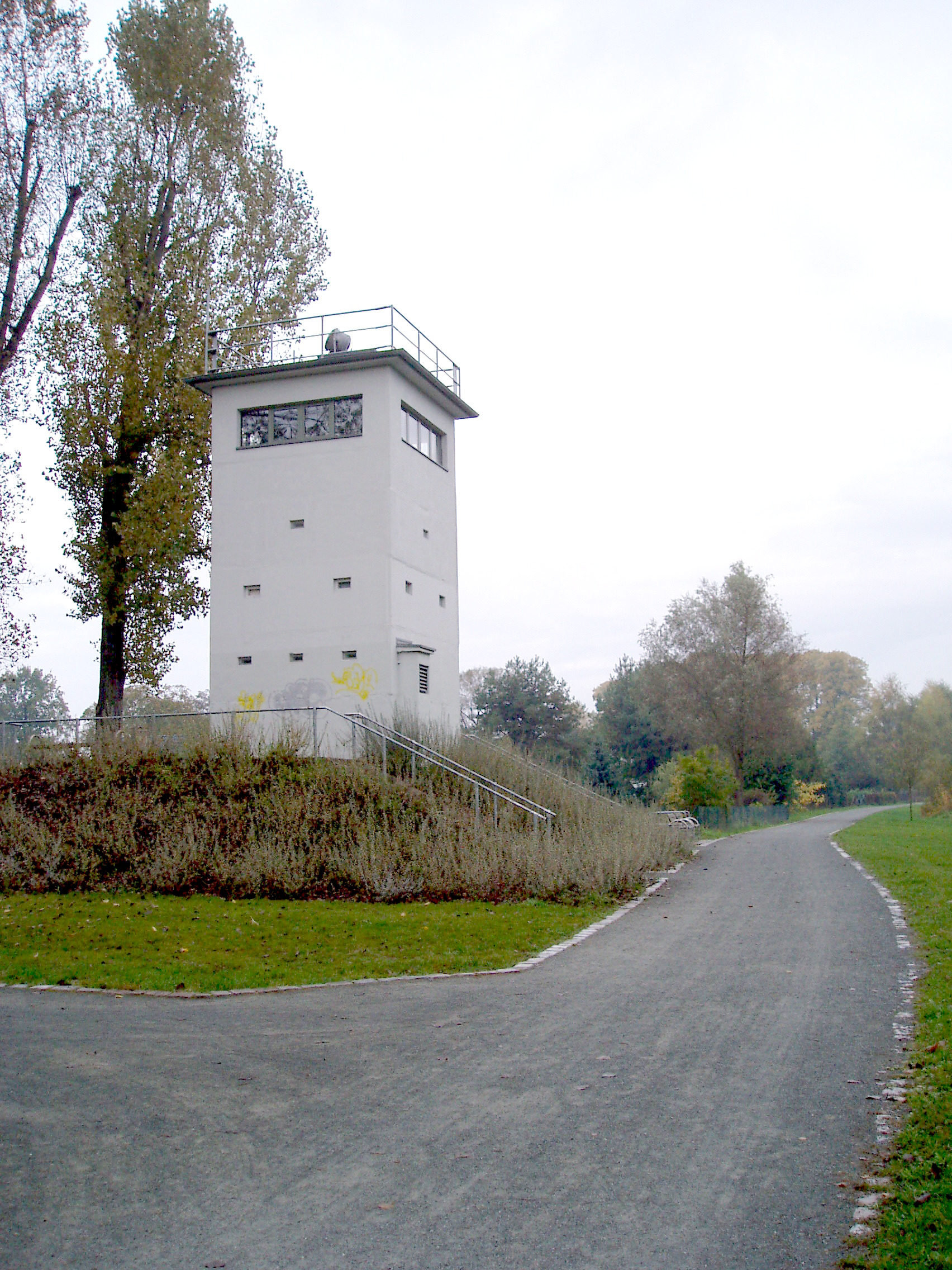
DDR-Grenzturm, ehem. Berliner Außenring 2011
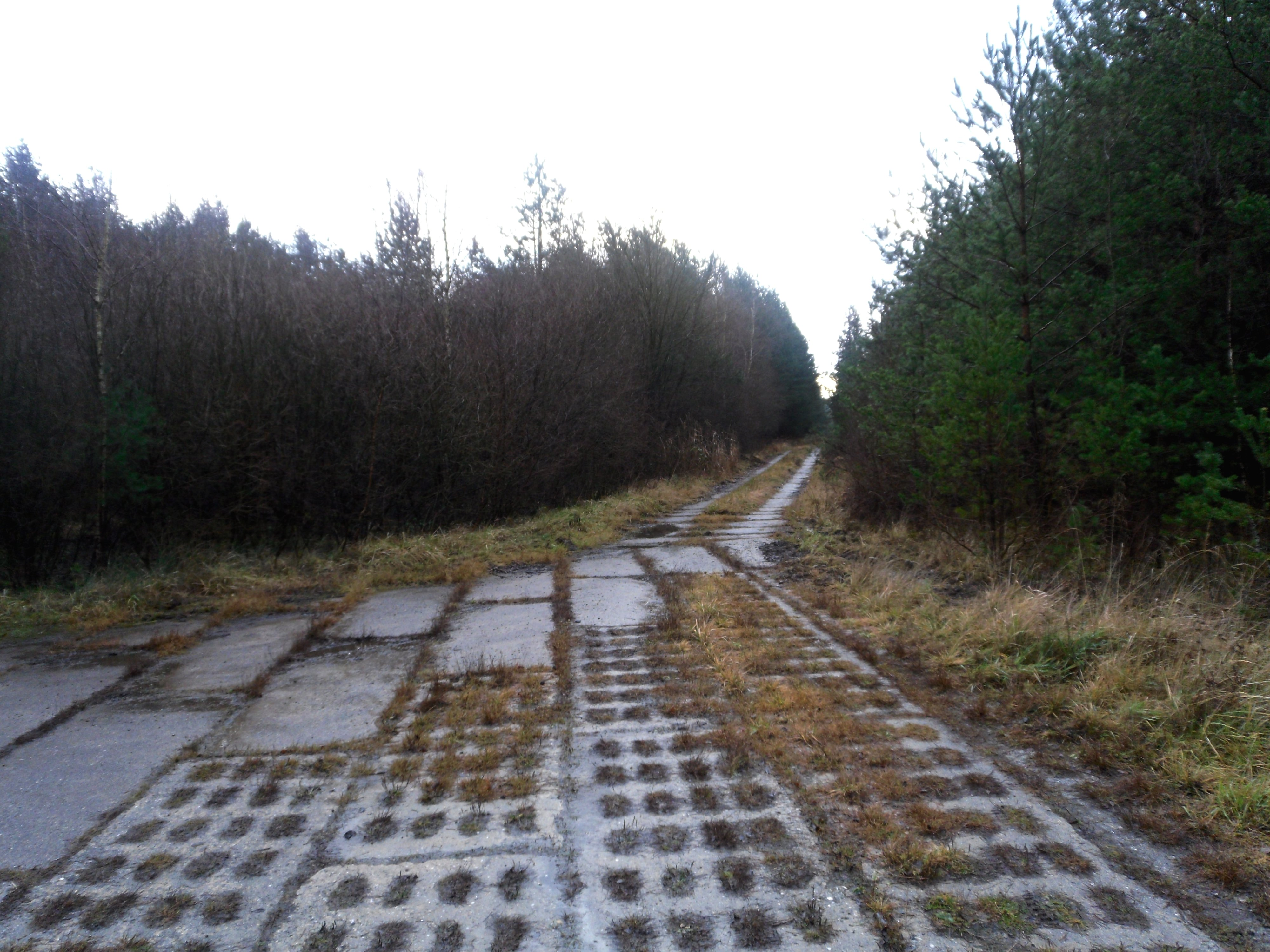
Ausgebauter ehemaliger Kolonnenweg (2008)
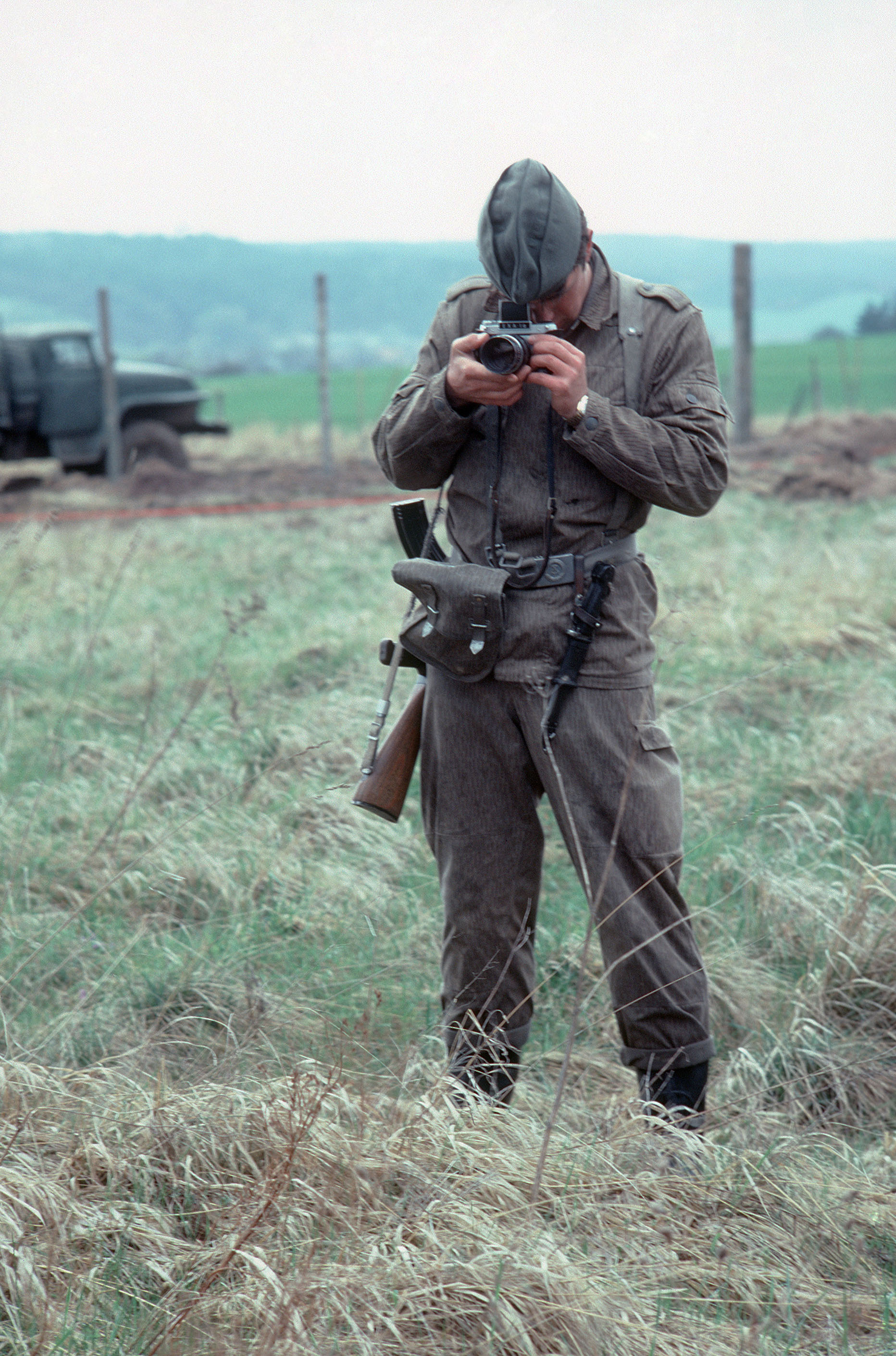
Grenzaufklärer Fotodokumentation

#### Gemeinsame Grenzkommission (1973–1978)

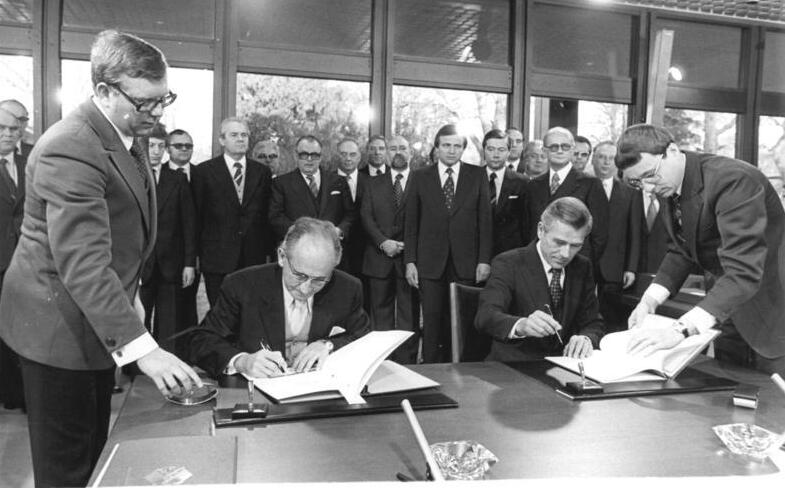
Bonn (1978): Regierungsprotokoll DDR-BRD über Grenzverlauf

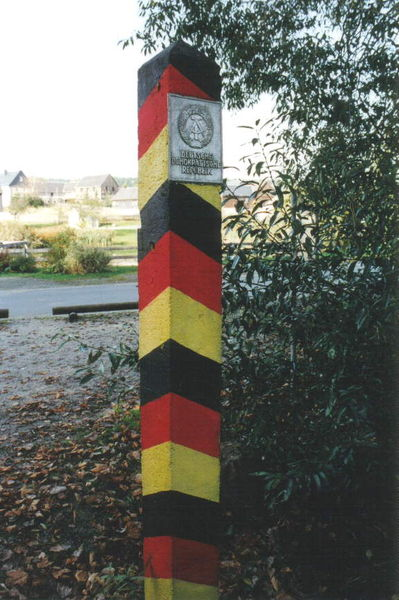
Ehemalige Grenzsäule Mödlareuth (2001)

Im Zusammenhang mit dem zwischen der Bundesrepublik Deutschland und der DDR abgeschlossenen Grundlagenvertrag wurde 1973 eine Gemeinsame Grenzkommission eingerichtet, die bestimmte offene Fragen des Grenzverlaufs zwischen beiden deutschen Staaten regeln sollte. Abschnitte mit strittigem Grenzverlauf wurden neu vermessen, die Markierung korrigiert bzw. erneuert. Die Arbeit wurde am 29. November 1978 mit einem von beiden Regierungen unterzeichneten Protokoll beendet, wobei zwei Abschnitte strittig blieben, darunter der Grenzverlauf im Abschnitt der Elbe.

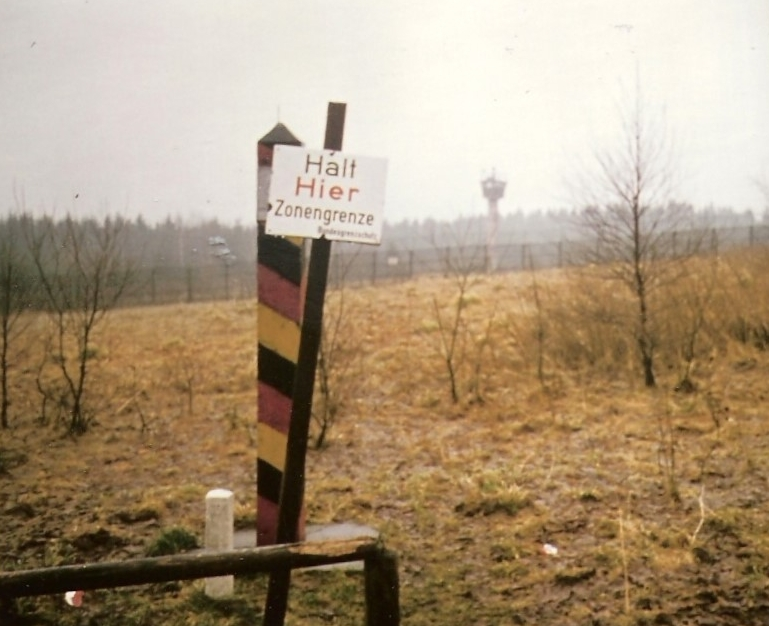
DDR-Grenzsäule (1976) BGS-Tafel Zonengrenze
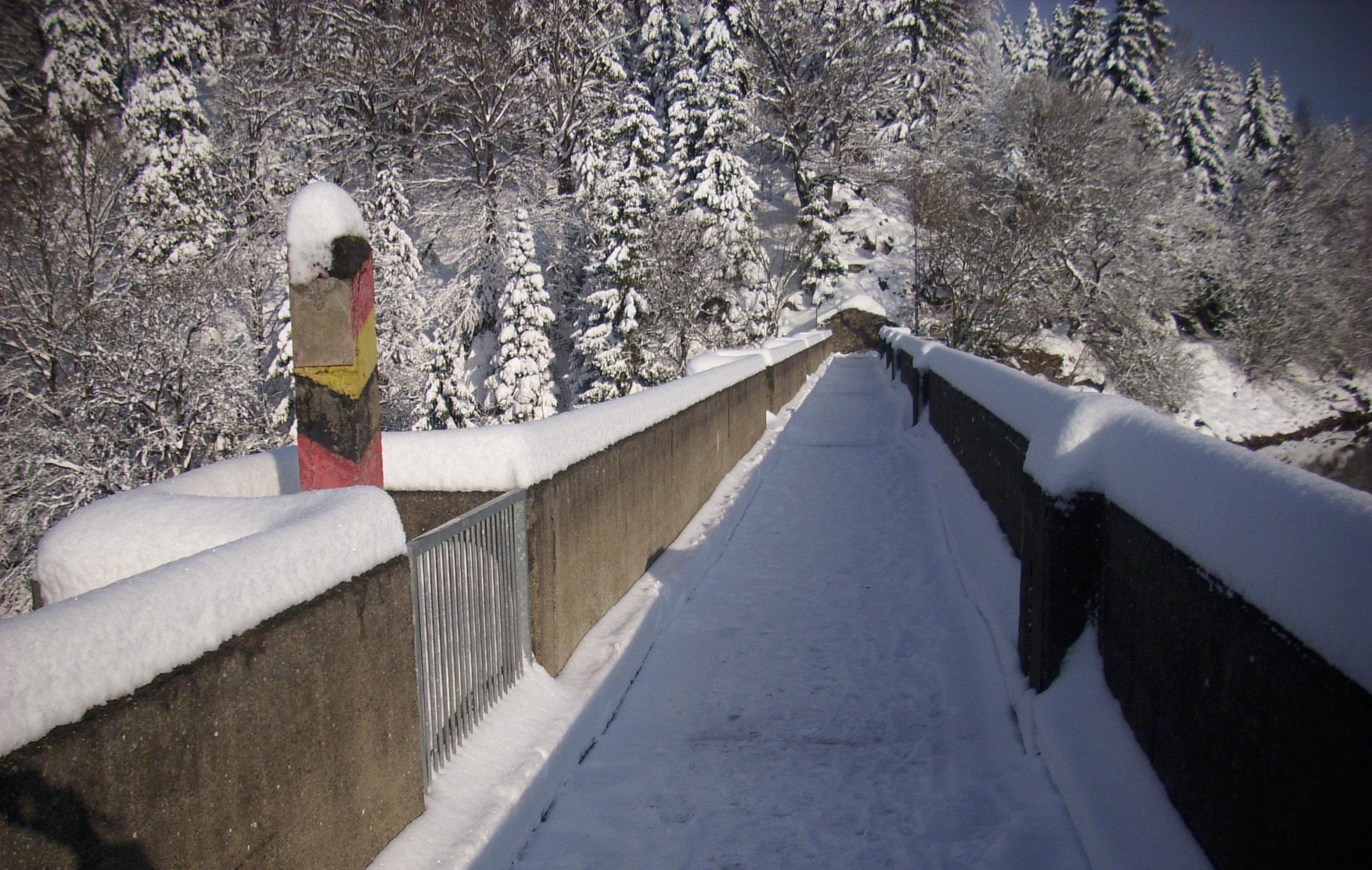
Ehemalige Grenzsäule Eckertalsperre (2010)
Eckertalsperre (Draufsicht, 2006)

#### Einzeldienst der Grenzaufklärer
Mit Beginn der 1970er Jahre wurde in den Grenztruppen der DDR die Dienststellung Grenzaufklärer eingeführt. Dabei handelte es sich um in Abstimmung mit dem Ministerium für Staatssicherheit (MfS) ausgewählte Berufsunteroffiziere, die in den Grenzkompanien dem Kompaniechef direkt unterstellt waren. Sie waren mit Solokrädern, Doppelbewaffnung (Maschinenpistole, Pistole), Beobachtungs- und Fototechnik, mit Nachtsichtgeräten und teils mit Diensthunden ausgestattet. Sie erhielten einen eigenen Handlungsstreifen im Grenzgebiet zugewiesen und konnten im Einzeldienst eingesetzt werden. War ihre Anzahl anfangs je Grenzkompanie auf 4 bis 6 beschränkt, so stieg sie in der Folgezeit bis auf 16 Grenzaufklärer. Neben ihrer militärischen Ausbildung erhielt ein erheblicher Teil von ihnen eine Spezialausbildung durch das MfS in dem Sonderobjekt der Stintenburg.

### Reorganisation der Grenzsicherung, Grenzöffnung (1989)

#### Reorganisation der Grenztruppen (1989)
Am 3. April 1989 verbot der Minister für Nationale Verteidigung der DDR die Anwendung der Schusswaffen im Grenzdienst. Sie blieb lediglich zur Selbstverteidigung erlaubt. Zugleich wies der Minister an, eine Strukturänderung bei den Grenztruppen vorzubereiten.
Auf Beschluss des Nationalen Verteidigungsrates der DDR und durch Ministerbefehl wurden die Grenztruppen der DDR an der Staatsgrenze zur Bundesrepublik Deutschland im Zeitraum von Juni bis November 1989 reorganisiert. Die Grenzkommandos Nord und Süd wurden zu Grenzbezirkskommandos, die Grenzregimenter zu Grenzkreiskommandos und die Grenzausbildungsregimenter zu Grenzausbildungszentren umgebildet. Das Grenzkommando Mitte blieb in bisheriger Struktur bestehen.
Das bisherige strenge militärische Gliederungsmodell wurde aufgegeben und der territorial-administrativen Gliederung in Bezirke und Kreise der DDR angepasst. Damit erfolgte eine Gleichsetzung mit den Strukturen der Polizei. Es sollten Führungsstrukturen eingespart und Kräfte für grenzsichernde Einheiten freigesetzt werden.
Allerdings wurde weder auf die Unterstellung der Grenztruppen unter das Ministerium für Nationale Verteidigung noch auf die militärische (Gefechts-)Aufgabenstellung an die Grenztruppen verzichtet, wie das Anfang der 1970er Jahre beim Bundesgrenzschutz (mit Gesetz vom 18. August 1972) realisiert worden war. Die im Ergebnis wissenschaftlicher Untersuchungen innerhalb der Grenztruppen unterbreiteten Vorschläge, die auf die Abschaffung der Vermischung von polizeilichen und militärischen Aufgaben drängten und die Erfüllung polizeilicher Aufgaben mit militärischen Mitteln und Methoden ablehnten, blieben ungenutzt. Die Fähigkeiten der Grenztruppen zur Panzerabwehr wurden erhöht.

#### Strukturänderungen in den Grenztruppen (1989)
Zum 1. Dezember 1989 war folgende Struktur eingenommen:
Entlang der Grenze zur Bundesrepublik – sechs Grenzbezirkskommandos:
- Grenzbezirkskommando GBK-1 in Schwerin – 18 Grenzkompanien und 2 Bootskompanien:
  - Grenzkreiskommando Grevesmühlen/Gadebusch,
  - Grenzkreiskommando Hagenow,
  - Grenzkreiskommando Ludwigslust.
- Grenzbezirkskommando GBK-2 in Stendal, vorher in Magdeburg –  27 Grenzkompanien:
  - Grenzkreiskommando Salzwedel/Osterburg,
  - Grenzkreiskommando Klötze,
  - Grenzkreiskommando Haldensleben,
  - Grenzkreiskommando Halberstadt/Oschersleben,
  - Grenzkreiskommando Wernigerode.
- Grenzbezirkskommando GBK-3 in Erfurt – 22 Grenzkompanien:
  - Grenzkreiskommando Nordhausen,
  - Grenzkreiskommando Worbis/Mühlhausen,
  - Grenzkreiskommando Heiligenstadt,
  - Grenzkreiskommando Eisenach.
- Grenzbezirkskommando GBK-4 in Sonneberg, vorher in Suhl – 29 Grenzkompanien:
  - Grenzkreiskommando Bad Salzungen,
  - Grenzkreiskommando Meiningen,
  - Grenzkreiskommando Hildburghausen,
  - Grenzkreiskommando Sonneberg/Neuhaus.
- Grenzbezirkskommando GBK-5 in Gera – 8 Grenzkompanien:
  - ohne Grenzkreiskommandos.
- Grenzbezirkskommando GBK-7 in Plauen, vorher in Karl-Marx-Stadt – 3 Grenzkompanien:
  - ohne Grenzkreiskommandos.

Um West-Berlin – ein Grenzkommando:
- Grenzkommando Mitte (GKM), Stab in Berlin-Karlshorst – mit folgenden sechs GR (ohne Bataillonsstruktur), zwei GAR, weitere Truppenteile und Bootskompanien:[27]
  - Grenzregiment GR-33 (Stab in Treptow),
  - Grenzregiment GR-34 (Stab in Groß Glienicke),
  - Grenzregiment GR-36 (Stab in Rummelsburg),
  - Grenzregiment GR-38 (Stab in Hennigsdorf),
  - Grenzregiment GR-42 (Stab in Blankenfelde),
  - Grenzregiment GR-44 (Stab in Potsdam-Babelsberg);
  - Grenzausbildungsregiment GAR-39 (Stab in Berlin-Wilhelmshagen),
  - Grenzausbildungsregiment GAR-40 (Stab in Oranienburg);
  - Artillerieregiment AR-26 (Stab in Berlin-Johannisthal) – bis 1985;[75]
  - Selbstständige Geschosswerferabteilung sGeWA-26 (Stab in Schildow) – bis 1985;[76]
  - Nachrichtenbataillon NB-26 (Stab in Kleinmachnow) – bis 1985;[77]
  - drei Bootskompanien.

An der Grenze zur Volksrepublik Polen:
- Grenzbrigade zur VR Polen (GBr VRP)[59] in Frankfurt (Oder).

An der Grenze zur ČSSR:
- Grenzbrigade zur ČSSR (GBr ČSSR)[59] in Pirna;

In operativer Unterstellung des Kommandos Volksmarine entlang der Seegrenze der DDR und der Ostseeküste handelte
- Grenzbrigade Küste (GBrK) Stab in Rostock.

In direkter Unterstellung des Kommandos Grenztruppen handelten:
- Hubschrauberstaffel-16 in Nordhausen (seit 1986);
- Offiziershochschule der Grenztruppen der DDR in Suhl-Friedberg (1984–1990);[78]
- Grenzausbildungszentren in Halberstadt und Plauen[79][27]
- Unteroffiziersschule der Grenztruppen in (seit 1972) in Perleberg mit
  - Diensthundeführer-Ausbildung in Wilhelmshorst.

#### Grenzöffnung (November 1989)
Im Sommer/Herbst 1989 wurde im Zusammenhang mit den wachsenden Protesten gegen die Reformunfähigkeit der SED und der Regierung der DDR vor allem die Forderung nach Reisefreiheit und damit nach Grenzöffnung artikuliert. Die DDR-Regierung versuchte dem Druck nachzugeben und ein entsprechendes Reisegesetz zu formulieren.
Auf einer Pressekonferenz in den Abendstunden des 9. November 1989 wurde der Ministerratsbeschluss verlesen, dass „… Privatreisen nach dem Ausland … ohne Vorliegen von Voraussetzungen beantragt werden [können]. Die Genehmigungen werden kurzfristig erteilt…“ sowie dazu irrtümlich bekannt gegeben, dass das Gesetz „unverzüglich“ in Kraft trete.
Im Verlauf des Abends strömten zehntausende DDR-Bürger an die Grenzübergangsstellen zu West-Berlin und verlangten Durchlass. Die SED-, Regierungs- und NVA-Führungskräfte waren nicht erreichbar und es gab keinerlei Weisung an die Grenztruppen. Die an der Grenze zu West-Berlin handelnden Kräfte der Grenztruppen und der Passkontrolleinheiten (PKE) des Ministeriums für Staatssicherheit öffneten nach kurzem Zögern, auf sich allein gestellt, nach Weisung durch den GÜST-Kommandanten bzw. des Leiters PKE, die Grenzübergangsstellen (GÜST) und ließen die Massen passieren.
In den Folgetagen gab es ähnlichen Druck der Bevölkerung an der Staatsgrenze West (zur Bundesrepublik Deutschland). Obgleich hier die Führungsstrukturen funktionierten, wurde dem Druck nachgegeben und Grenzöffnungen unter Beseitigung von Sperranlagen vorgenommen. Nirgends fiel ein einziger Schuss.
Diese Grenzöffnung war ein welthistorisches Ereignis, das ein Ende des „Kalten Krieges“ in Europa einleitete.

#### Veränderungen im Grenzregime (1990)
Die im November 1989 begonnene, vielfach als Provisorium ausgelegte Neueinrichtung von Grenzübergangsstellen (GÜST), an der Staatsgrenze West und zu West-Berlin wurde fortgesetzt. Bis Anfang Februar 1990 waren das 97 GÜST.

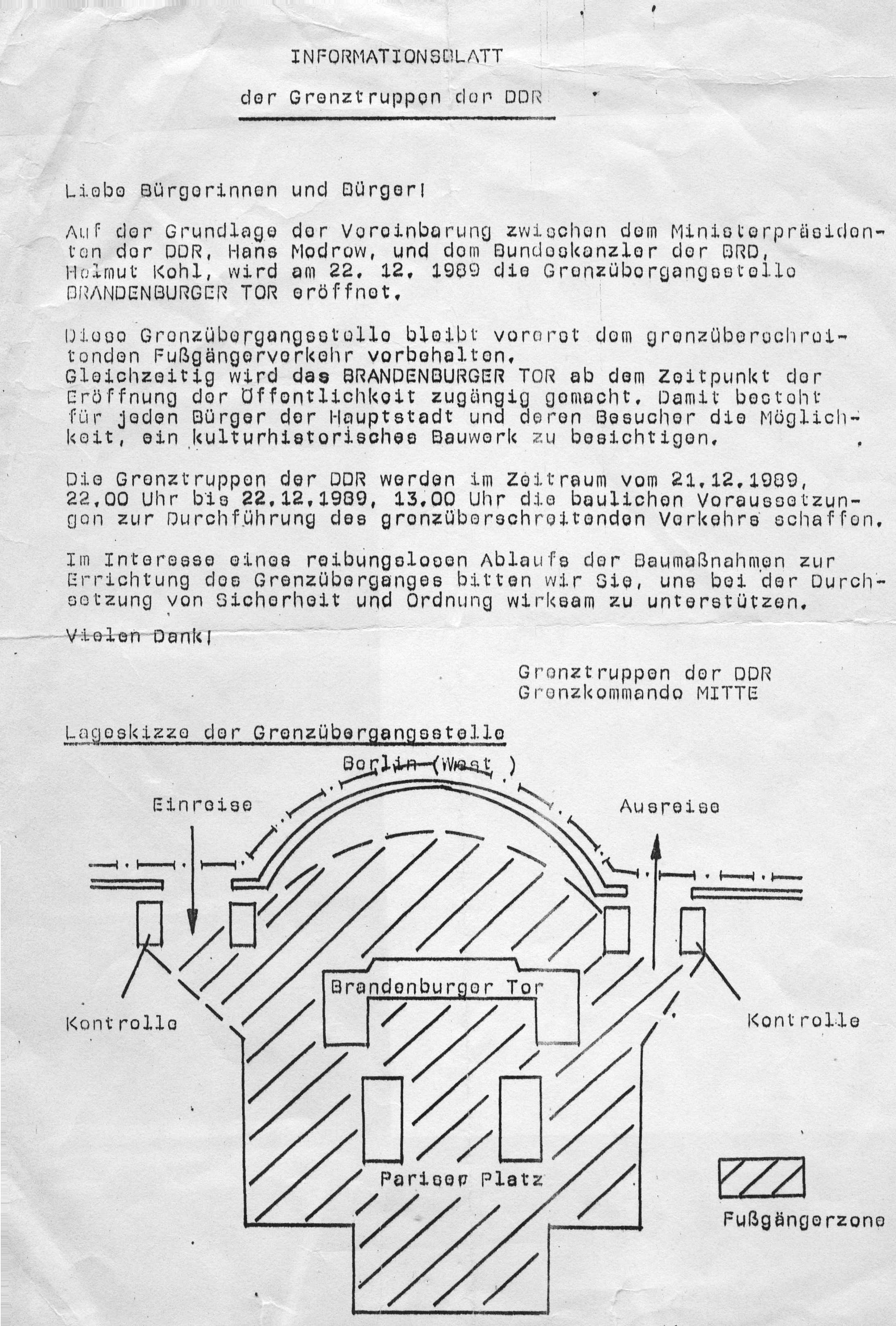
Informationsblatt der Grenztruppen der DDR zur Öffnung des Brandenburger Tors
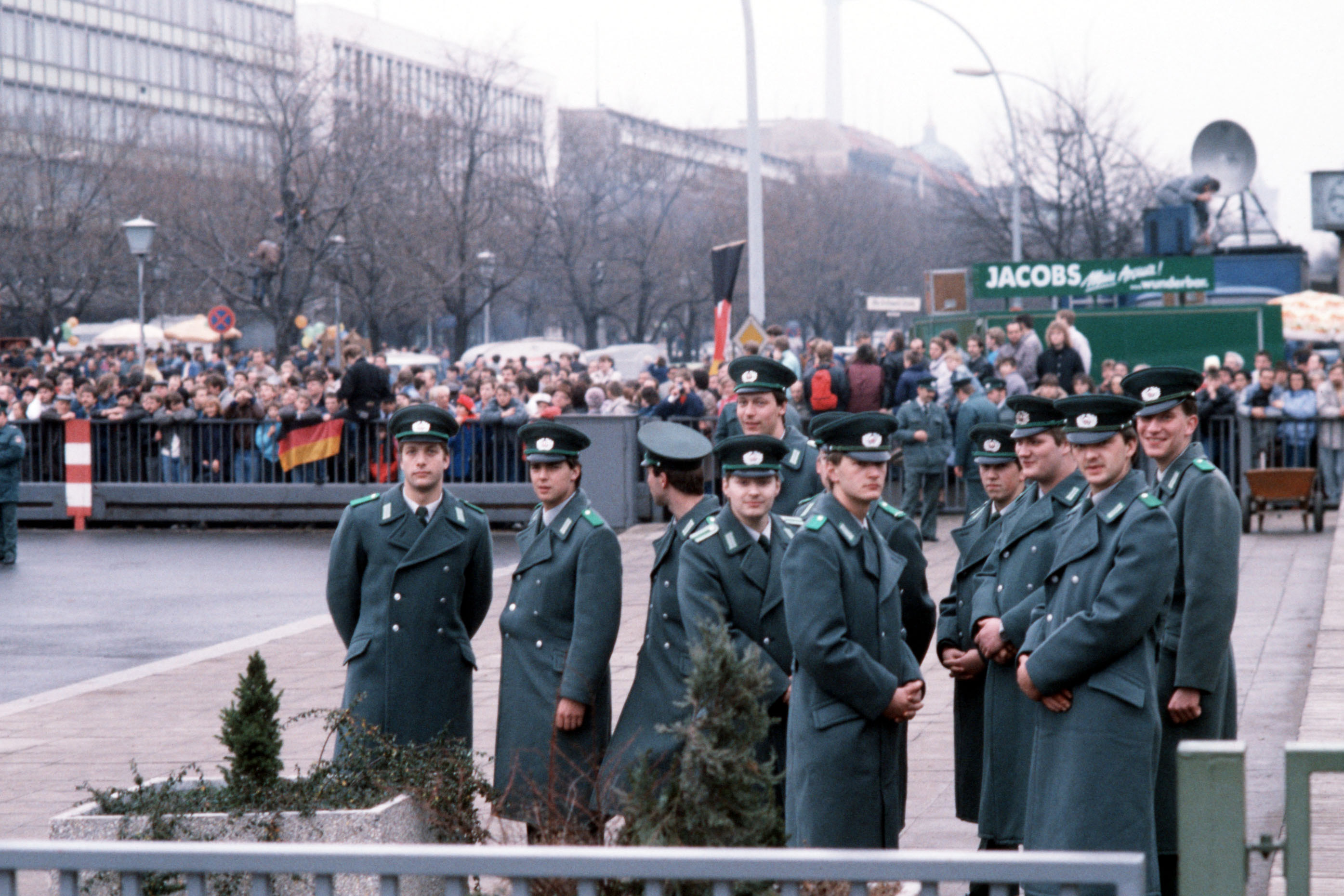
Alle in Erwartung der offiziellen Öffnung des Brandenburger Tors am 22. Dezember 1989.
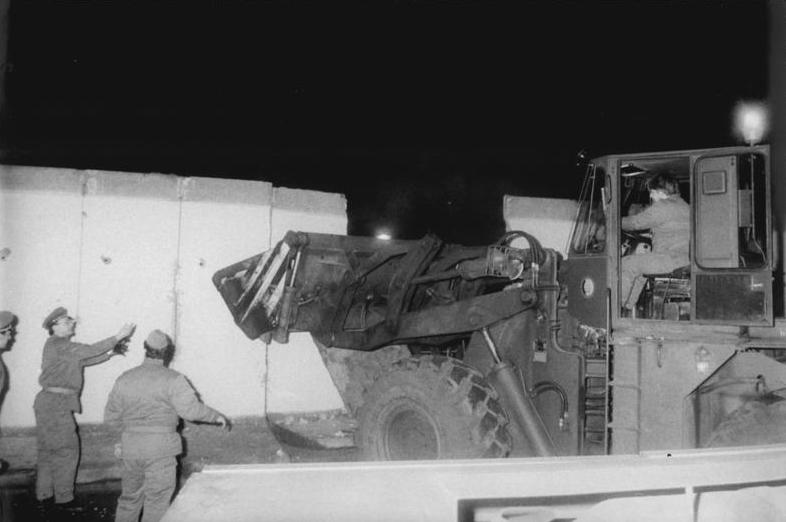
Demontage der Mauer zw. Brandenburger Tor und Checkpoint Charlie im Februar 1990
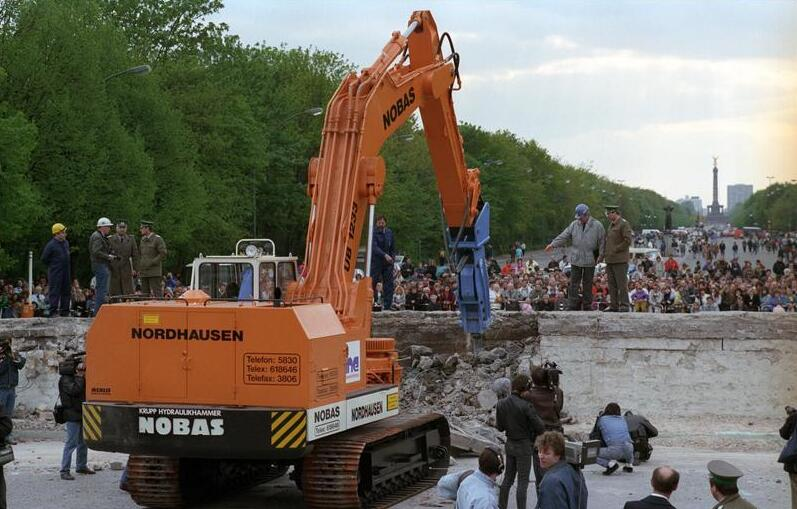
Abriss der Panzersperre am Brandenburger Tor durch die Grenztruppen der DDR im April 1990

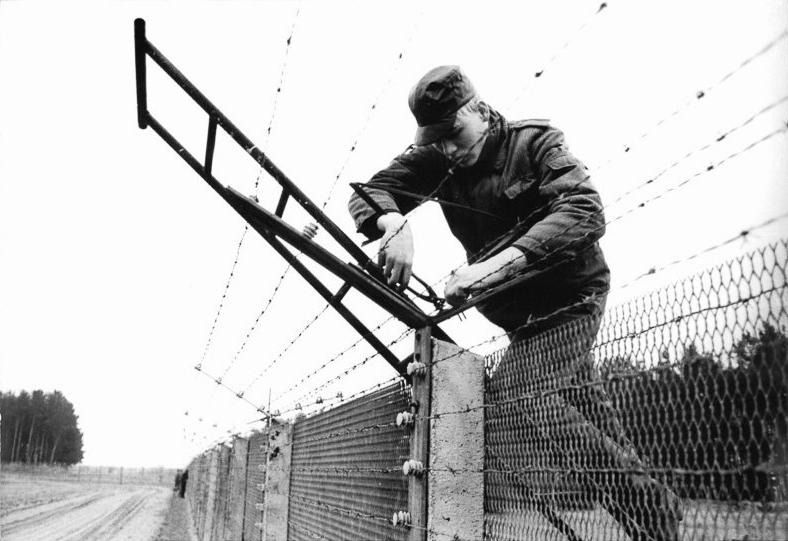
Abbau der Grenzanlage durch die Grenztruppen/DDR im Bezirk Schwerin
Beginn 3. Januar 1990

Am 14. Dezember 1989 behandelte der Ministerrat der DDR die Zuordnung der Aufgaben der Passkontrolle und Fahndung zu den Grenztruppen der DDR. Im Januar 1990 übernahmen die Grenztruppen die Aufgabe der Personenkontrolle und Fahndung. Die bisher dafür zuständige Hauptabteilung VI des MfS wurde aufgelöst und die 12.000 Angehörigen dieser Abteilung sollten in die Grenztruppen eingegliedert werden.
Der Übergang von der Grenzsicherung zur Grenzüberwachung folgte am 21. Januar 1990. Damit verbunden war die Entlassung von 15.000 Angehörigen der Grenztruppen.
Am 2. März 1990 beschloss der Ministerrat der DDR weitere Veränderungen im Grenzregime. Aus den Grenztruppen, einschließlich der Grenzbrigade Küste und der Passkontrolle, sollte ein einheitliches, zentral geführtes und territorial strukturiertes, ziviles Grenzschutzorgan in Stärke von maximal 28.000 Angehörigen formiert und bis zum 31. Dezember 1990 in den Bestand des Ministeriums des Innern eingegliedert werden.
Am 1. Juli 1990, dem Tag der Wirtschafts-, Währungs- und Sozialunion der beiden deutschen Staaten, wurden die Grenzkontrollen an der Staatsgrenze West und zu West-Berlin eingestellt. Die Realisierung des neuen Grenzsystems wurde aufgrund der politischen Umwälzungen nicht mehr abgeschlossen.

### Auflösung der Grenztruppen der DDR (1990)
Mit dem am 23. August 1990 von der Volkskammer beschlossenen Beitritt nach Artikel 23 des Grundgesetzes hatten sich alle Bemühungen für einen Grenzschutz der DDR erledigt. Gemäß dem Befehl Nr. 49/90 des Ministers für Abrüstung und Verteidigung der DDR vom 21. September 1990 wurden die Grenztruppen aufgelöst. Berufssoldaten und Zivilbeschäftigte, die vom Bundesgrenzschutz übernommen wurden, sind entsprechend diesem Befehl bis zum 30. September 1990 entlassen worden.
Mit Wirkung vom 28. September 1990 wurden die Dienstgeschäfte dem Auflösungs- und Rekultivierungskommando des Ministeriums für Abrüstung und Verteidigung übergeben. Für etwa ein Jahr bestand noch der Zentrale Auflösungsstab. Etwa 4500 ehemalige Grenztruppenangehörige wurden von der Bundeswehr als Zivilkräfte in Rekultivierungskommandos zum Abbau der Grenzsperranlagen eingestellt.

## Schusswaffengebrauch und Opfer des Grenzregimes

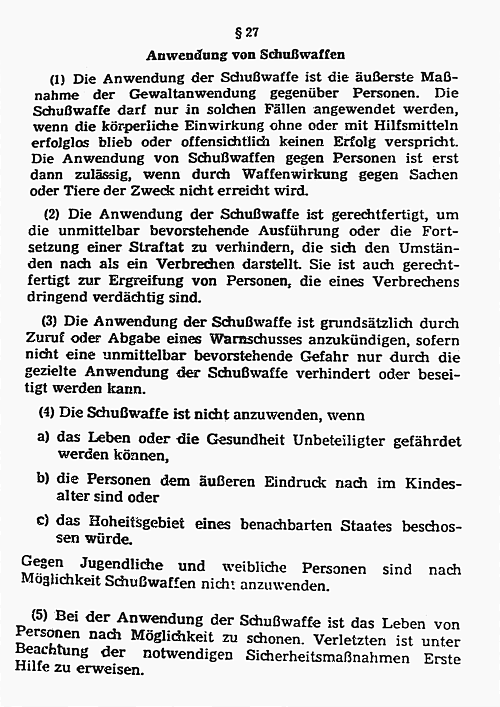
Schusswaffengebrauchsbestimmung
§ 27 des Grenzgesetzes der DDR

Die Grenzsicherungsmaßnahmen der DDR führten zu allen Zeiten zu Toten und Verletzten an der Grenze. Es galten zwar immer Bestimmungen für den Gebrauch der Schusswaffe, welche die Bedingungen für deren Anwendung und auch Einschränkungen regelten. Allerdings waren sie so formuliert, dass nahezu bei jedem Fluchtversuch die Anwendung als letztes Mittel zulässig war.
Die politische und militärische Führung der DDR orientierte zudem darauf, dass die Schusswaffe zur Fluchtverhinderung auch angewandt wurde. Erst mit dem Erlass des Grenzgesetzes (1982) wurden die rechtlichen Voraussetzungen für die Anwendung der Schusswaffe konkretisiert, was die Möglichkeiten zu ihrer Anwendung erheblich einschränkte. Allerdings wurden auch keine strafrechtlichen Untersuchungen eingeleitet, wenn Angehörige der Grenztruppen ihre Befugnisse überschritten. Damit wurde nahezu bis zum Ende der DDR jede Schusswaffenanwendung mindestens toleriert. Ein „Schießbefehl“ als Einzeldokument wurde nicht nachgewiesen.
Die exakte Anzahl der Todesopfer, die das Grenzregime der DDR verursachte, ist noch immer unklar. Alle Schusswaffenanwendungen im Grenzdienst unterlagen der strikten Geheimhaltung; auch unter diesem Aspekt wurde nicht differenziert, ob die Anwendung gerechtfertigt oder gesetzwidrig war.
Die Staatsanwaltschaft Berlin führt im Juni 2000 insgesamt 270 nachweisliche Todesfälle (bis 1960 – 101; ab 1961 – 169) an. Die Zentrale Ermittlungsstelle für Regierungs- und Vereinigungskriminalität (ZERV) gab in ihrem letzten Bericht 2001 die Zahl von vermutlich 421 Toten (bis 1960 – 159; ab 1961 – 262) an. Für die Grenze zu West-Berlin benennt 2019 die erweiterte Auflage eines Handbuchs aus einem Forschungsvorhaben 136 Tote und beschreibt die Zusammenhänge ihres Todes.
Unter den an der Grenze zu beklagenden Opfern befinden sich auch Grenzpolizisten und Grenzsoldaten der DDR. Nach Gründung der DDR im Oktober 1949 bis 1990 fanden 27 Grenzpolizisten und Grenzsoldaten an der Grenze zur Bundesrepublik Deutschland und zu Westberlin sowie in einem Fall an der Grenze zur ČSSR während ihrer Dienstausübung den Tod. Nach einer anderen Quelle wurden 1949 (bis Oktober) noch zwei weitere Todesfälle mit Namen aufgeführt. Im genannten Forschungsvorhaben zu den Todesopfern an der Grenze zu Westberlin sind acht Fälle dokumentiert.
Weitere Verdachtsfälle sind zunächst offengeblieben. Ein Streit darüber ist nach Meinung von Historikern Ansichtssache. Für die Grenze der DDR zur Bundesrepublik sei strittig, wer als Opfer gezählt und gewürdigt werden soll und wer nicht. Das betreffe vor allem solche Fälle, in denen keine unmittelbare Gewalteinwirkung der Grenztruppen zum Tode führte. Unbestimmt ist auch die Anzahl derer, die bei der Flucht über die Ostsee ertranken. Es ändert aber nichts an der Tatsache der vielen Mauer- und Grenztoten.
Die Forschungsarbeiten zur Ermittlung exakter Zahlen werden fortgesetzt – nach Auffassung des Zeithistorikers verknüpft mit einer Neubewertung der Ergebnisse der bisherigen Projekte.

## Strafverfolgung ehemaliger Angehöriger der Grenztruppen
Im Zeitraum von 1991 bis 2004 erfolgte eine Strafverfolgung von ehemaligen Angehörigen der Grenztruppen wegen der Schusswaffenanwendung mit Todesfolge. Die Anklagen erfassten alle Dienstgradgruppen – vom Soldaten bis zum General – und nahezu alle Dienststellungen in den Grenztruppen. Die Urteile reichten vom Freispruch bis zu mehrjährigen Haftstrafen ohne Bewährung. Die höchste rechtskräftige Strafe, die in einem Mauerschützenprozess ausgesprochen wurde, war die Verurteilung zu 10 Jahren Freiheitsstrafe wegen des Mordes an Walter Kittel. Im Verfahren wegen der Tötung von Walter Otte wurde eine lebenslange Freiheitsstrafe ausgesprochen, die jedoch nicht rechtskräftig wurde – nach der Revision des Angeklagten wurde er zu 3 Jahren Freiheitsstrafe verurteilt.
Mit Verweis auf die Zuständigkeit der Länder für die Justiz wurden zu keiner Zeit zusammengefasste Zahlen zu den Verurteilungen bekannt gemacht.

## Grenztruppen und Organe der Staatssicherheit

### Grenztruppen und Überwachung der Zuverlässigkeit
Die Grenztruppen wurden von der Hauptabteilung I des Ministeriums für Staatssicherheit (MfS) überwacht, sichtbar – als Verwaltung 2000 oder Büro 2000 an den Standorten der Grenztruppen und verdeckt – mit Offizieren im besonderen Einsatz (OibE) in Schlüsselpositionen und Inoffiziellen Mitarbeitern (IM). Die Grenztruppen hatten unter allen DDR-Institutionen die höchste Durchdringung mit IM (im Verhältnis von nahezu eins zu fünf).
Die Überwachung betraf zwar alle Dienstgradgruppen, war aber primär auf die Verhinderung von Fahnenfluchten seitens der Wehrpflichtigen und Soldaten auf Zeit gerichtet. Überprüfungen auf Zuverlässigkeit erfolgten bereits vor Antritt des Dienstes in den Grenztruppen und wurden dann beständig fortgesetzt.

### Grenztruppen und Fahnenflucht
Dennoch war die Zahl der Fahnenfluchten hoch und ein permanentes Problem der Grenztruppen. Mit Blick darauf wurde auch genau geprüft, wer mit wem gemeinsam zum Grenzdienst eingesetzt wurde.

### Grenztruppen und Passkontrolleinheiten
Die Besatzungen der Grenzübergangsstellen (GÜST) waren Angehörige der Hauptabteilung VI des Ministeriums für Staatssicherheit (MfS), der Zollverwaltung der DDR (die ihrerseits durch die HA VII kontrolliert und überwacht wurde) und Angehörige der Grenztruppen, sowie teilweise Zivilangestellte, wie z. B. Tierarzt, Mitarbeiter vom Roten Kreuz, von der Staatsbank. Erstere gehörten zu als Passkontrolleinheit (PKE) bezeichneten Abteilungen und versahen ihren Dienst in der Uniform der Grenztruppen, ohne diesen jedoch anzugehören. Die Abfertigung von Personen und Waren lag außerhalb der Zuständigkeit der Grenztruppen.
Durch Sicherungskompanien (SiK) oder Sicherungszüge (SiZ) der Grenztruppen wurden die Flanken, die Grenze selbst und die rückwärtige Begrenzung der GÜST abgesichert. Von kleinen Sondereinheiten der Grenztruppen wurde der technische Betrieb der GÜST realisiert, wie Reinigung, Müllabfuhr, (Strom-)Netzersatzanlage, Beleuchtung, Schranken und Ampeln.

### Grenztruppen und MfS-Funkaufklärung
Eine weitere komplett als Grenztruppen-Einheit legendierte MfS-Diensteinheit war die „Funkaufklärung der Grenztruppen“, welche vornehmlich den westlichen Grenzbereich abhörte (Funkverkehr der NATO-Einheiten, des Bundesgrenzschutzes und der Polizei). Diese Mitarbeiter waren bei den zwei Grenzkommandos (Nord und Süd) sowie bei der Grenzbrigade Küste stationiert und gehörten vollständig der Hauptabteilung III (Funkaufklärung) an. Sie wurden von den MfS-Bezirkverwaltungen geführt (Nord beispielsweise von der BV Magdeburg), welche auch regelmäßig die Tonträger mit Aufzeichnungen des abgehörten Funkverkehrs von den Grenzkommandos (von der GBrK) abholten.